# Belgrad
Belgrad (în sârbă Београд, cu alfabetul latin: Beograd; pronunție audioⓘ) este capitala și cel mai mare oraș al Serbiei. Este situat la confluența dintre râul Sava și fluviul Dunărea — două căi navigabile internaționale —, unde Câmpia Panonică întâlnește Balcanii. De asemenea, orașul este plasat de-a lungul coridoarelor paneuropene X și VII. Cu o populație de 1.756.534 (conform estimărilor oficiale din 2007) de locuitori, care include și cetățenii ce locuiesc temporar în străinătate, Belgrad este cel mai mare oraș de pe teritoriul fostei Iugoslavii, al treilea de pe Dunăre, după Budapesta și Viena și al patrulea din sud-estul Europei, după Istanbul, Atena și București.
Fiind unul dintre cele mai vechi orașe ale Europei, cu dovezi arheologice ale așezărilor încă din mileniul al V-lea î.Hr., Belgradul și zona sa urbană au fost locul de naștere al culturii Vinča, cea mai mare cultură preistorică europeană. Locația a fost descoperită de greci, celții l-au construit și numit Orașul Alb (nume pe care, tradus în sârbă, încă îl poartă, începând cu anul 878 d.Hr.), iar romanii i-au acordat drepturi orășenești, înainte să fie populat complet de sârbii albi. Orașul a fost câmpul de luptă a peste 115 conflicte internaționale și a fost dărâmat de 44 de ori încă din perioada antică de numeroasele armate orientale și occidentale. În perioada medievală, orașul se află, succesiv, sub stăpânirea bizantinilor, francilor, bulgarilor, ungurilor și a sârbilor. În 1521, Belgradul a fost cucerit de otomani și a devenit reședința Pașalâcului Belgrad, fiind declarat principalul oraș al Europei Otomane și printre cele mai mari orașe europene. Orașul a devenit capitala Serbiei în 1841, după o perioadă de suzeranitate a Imperiilor Austriac și Otoman. Totuși, partea nordică a orașului a rămas în Austria până în 1918, când s-a destrămat Imperiul Austro-Ungar. Orașul unit a fost atunci capitala entităților Iugoslaviei, până în 2006, când Muntenegru s-a declarat stat suveran.
Belgradul are statutul de unitate teritorială separată în Serbia, cu un guvern autonom. Teritoriul său este divizat în 17 municipii, fiecare cu propriul consiliu local. Acoperă 3,6% din întreaga suprafață a țării, iar 24% din populația Serbiei locuiește în acest oraș. Belgrad este totodată și centrul economic, cultural, educațional și științific al Serbiei.

## Geografie

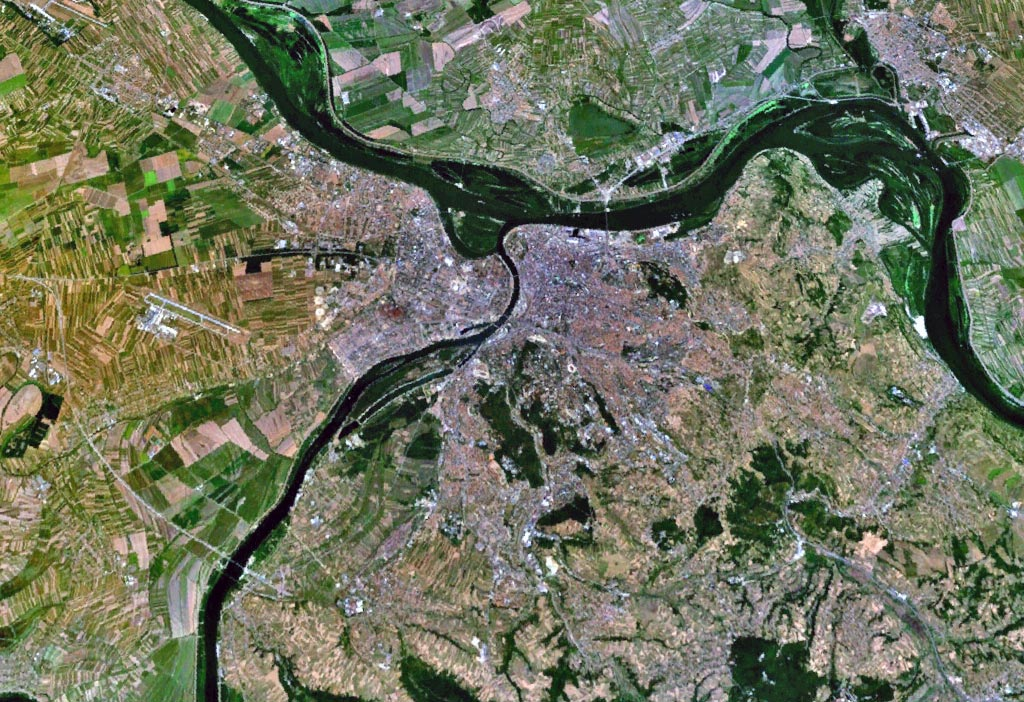
Vedere din satelit a orașului Belgrad

Belgrad se află la 116,75 m deasupra nivelului mării și este situat la confluența râului Sava și a fluviului Dunărea la coordonatele 44°49′14″N 20°27′44″E / 44.82056°N 20.46222°E.
Centrul istoric al Belgradului, Kalemegdan, este situat pe malul drept al râurilor. Din sec. al XIX-lea orașul s-a extins spre sud și est, iar după sfârșitul celui de-al doilea război mondial, a fost construit Noul Belgrad pe malul stâng al râului Sava, unind orașul Zemun cu Belgrad. De asemenea, comunitățile mai mici precum Krnjača și Ovča s-au unit cu orașul.
Orașul are o suprafață urbană de 360 km², în timp ce împreună cu zona metropolitană acoperă 3.223 km². De-a lungul istoriei, Belgrad a reprezentat o intersecție între lumea occidentală și cea orientală.

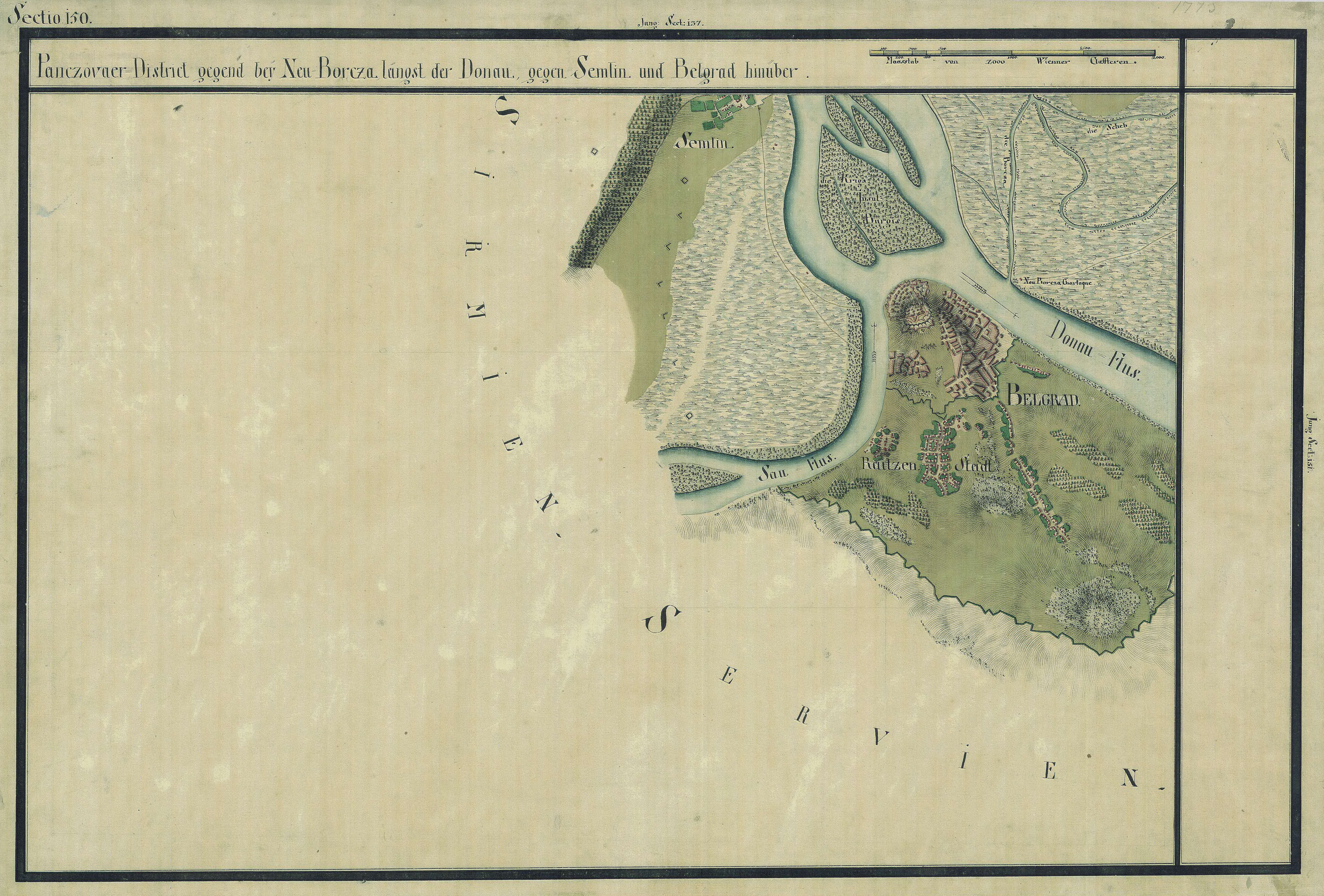
Belgradul în Harta Iosefină a Banatului, 1769-72

Pe malul drept al râului Sava, centrul Belgradului este așezat pe un teren accidentat. Punctul cel mai înalt al orașului este dealul Torlak cu o înălțime de 303 m. Munții Avala (511 m) și Kosmaj (628 m) sunt situați în partea sudică a orașului. Dincolo de Dunăre și de râul Sava, cea mai mare parte a terenului este plat, compus din câmpii aluviale și podișuri de argilă.

### Climă
În Belgrad predomină un climat continental moderat. Temperatura medie anuală este de 11,7 °C, cea mai fierbinte lună fiind iulie, cu o temperatură medie de 22,1 °C. În medie, există 31 de zile pe an cu temperatura mai mare de 30 °C și de 95 de zile cu temperatura de peste 25 °C. Belgrad primește aproximativ 700 mm de precipitații pe an.
Numărul mediu anual de ore însorite este 2.096. Lunile cele mai luminoase sunt iulie și august cu o medie de aproximativ 10 de ore cu soare pe zi, în timp ce decembrie și ianuarie sunt cele mai întunecate, cu o medie de 2–2,3 ore însorite pe zi. Cea mai mare temperatură înregistrată vreodată în Belgrad a fost de +43,6 °C, pe 24 iulie 2007, în timp ce temperatura cea mai mică a fost de -26,2 °C, pe 10 ianuarie 1983.
| Date climatice pentru Belgrad (1981–2010)             | Date climatice pentru Belgrad (1981–2010) | Date climatice pentru Belgrad (1981–2010) | Date climatice pentru Belgrad (1981–2010) | Date climatice pentru Belgrad (1981–2010) | Date climatice pentru Belgrad (1981–2010) | Date climatice pentru Belgrad (1981–2010) | Date climatice pentru Belgrad (1981–2010) | Date climatice pentru Belgrad (1981–2010) | Date climatice pentru Belgrad (1981–2010) | Date climatice pentru Belgrad (1981–2010) | Date climatice pentru Belgrad (1981–2010) | Date climatice pentru Belgrad (1981–2010) | Date climatice pentru Belgrad (1981–2010) |
| Luna                                                  | Ian                                       | Feb                                       | Mar                                       | Apr                                       | Mai                                       | Iun                                       | Iul                                       | Aug                                       | Sep                                       | Oct                                       | Nov                                       | Dec                                       | Anual                                     |
| ----------------------------------------------------- | ----------------------------------------- | ----------------------------------------- | ----------------------------------------- | ----------------------------------------- | ----------------------------------------- | ----------------------------------------- | ----------------------------------------- | ----------------------------------------- | ----------------------------------------- | ----------------------------------------- | ----------------------------------------- | ----------------------------------------- | ----------------------------------------- |
| Maxima medie °C (°F)                                  | 4.6 (40,3)                                | 7.0 (44,6)                                | 12.4 (54,3)                               | 18.0 (64,4)                               | 23.5 (74,3)                               | 26.2 (79,2)                               | 28.6 (83,5)                               | 28.7 (83,7)                               | 23.9 (75)                                 | 18.4 (65,1)                               | 11.2 (52,2)                               | 5.8 (42,4)                                | 17,4 (63,3)                               |
| Media zilnică °C (°F)                                 | 1.4 (34,5)                                | 3.1 (37,6)                                | 7.6 (45,7)                                | 12.9 (55,2)                               | 18.1 (64,6)                               | 21.0 (69,8)                               | 23.0 (73,4)                               | 22.7 (72,9)                               | 18.0 (64,4)                               | 12.9 (55,2)                               | 7.1 (44,8)                                | 2.7 (36,9)                                | 12,5 (54,5)                               |
| Minima medie °C (°F)                                  | −1.1 (30)                                 | −0.1 (31,8)                               | 3.7 (38,7)                                | 8.3 (46,9)                                | 13.0 (55,4)                               | 15.8 (60,4)                               | 17.5 (63,5)                               | 17.6 (63,7)                               | 13.5 (56,3)                               | 9.0 (48,2)                                | 4.2 (39,6)                                | 0.2 (32,4)                                | 8,5 (47,3)                                |
| Minima istorică °C (°F)                               | −26.2 (−15.2)                             | −15.4 (4,3)                               | −12.4 (9,7)                               | −3.4 (25,9)                               | 2.5 (36,5)                                | 6.5 (43,7)                                | 9.4 (48,9)                                | 6.7 (44,1)                                | 4.7 (40,5)                                | −4.5 (23,9)                               | −7.8 (18)                                 | −13.4 (7,9)                               | −18,2 (−0,8)                              |
| Precipitații mm (inches)                              | 46.9 (1.846)                              | 40.0 (1.575)                              | 49.3 (1.941)                              | 56.1 (2.209)                              | 58.0 (2.283)                              | 101.2 (3.984)                             | 63.0 (2.48)                               | 58.3 (2.295)                              | 55.3 (2.177)                              | 50.2 (1.976)                              | 55.1 (2.169)                              | 57.4 (2.26)                               | 690,9 (27,201)                            |
| Umiditate [%]                                         | 78                                        | 71                                        | 63                                        | 61                                        | 61                                        | 63                                        | 61                                        | 61                                        | 67                                        | 71                                        | 75                                        | 79                                        | 68                                        |
| Nr. de zile cu precipitații (≥ 0.1 mm)                | 13                                        | 12                                        | 11                                        | 13                                        | 13                                        | 13                                        | 10                                        | 9                                         | 10                                        | 10                                        | 12                                        | 14                                        | 139                                       |
| Ore însorite                                          | 72.2                                      | 101.7                                     | 153.2                                     | 188.1                                     | 242.2                                     | 260.9                                     | 290.8                                     | 274.0                                     | 204.3                                     | 163.1                                     | 97.0                                      | 64.5                                      | 2.111,9                                   |
| Sursă: Republic Hydrometeorological Service of Serbia |                                           |                                           |                                           |                                           |                                           |                                           |                                           |                                           |                                           |                                           |                                           |                                           |                                           |

## Istorie

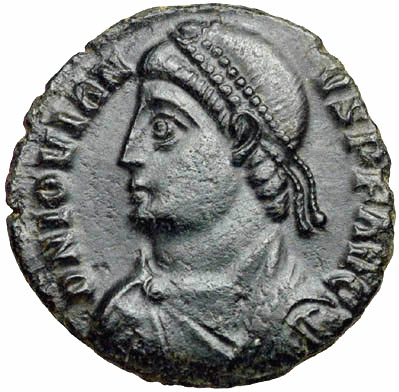
Flavius Iovianus

### Aşezările neolitice
Culturile neolitice Starčevo și Vinča s-au dezvoltat pe teritoriul Belgradului de astăzi sau în apropierea sa, dominând Balcanii (și anumite părți din Europa Centrală și Asia Mică în urmă cu 7.000 de ani. Unii cercetători cred că semnele preistorice Vinča reprezintă cea mai veche formă de alfabet cunoscută.

### Perioada antică
Locurile erau populate de triburi paleo-balcanice formate din daci, iliri și traci înainte ca scordiscii, un trib celtic, să se fi stabilit aici în sec. al IV-lea î.Hr. și să-i fi dat numele sub care a fost cunoscut orașul, Singidūn, înaintea romanizării acestuia cu numele Singidunum, în primul secol d.Hr. La mijlocul secolului al II-lea, orașul a fost proclamat municipium de autoritățile romane, evoluând până la sfârșitul secolului la rangul de colonia, cel mai înalt pentru un oraș roman. Constantin cel Mare, primul împărat pro-creştin (şi poate creștinat), s-a născut în actuala Serbie, la Niș, în anul 280, iar Iovian, un împărat roman cunoscut sub numele Flavius Iovianus, restauratorul creștinismului, s-a născut la Belgrad, în anul 332. Iovian a restabilit creștinismul ca religie oficială în Imperiul Roman, punând capăt scurtei renașteri a tradițiilor religioase romane sub Iulian Apostatul, predecesorul său. În 395 d.Hr., locul a trecut sub guvernarea Imperiului Bizantin. Dincolo de râul Sava de la Singidunum, se afla orașul celtic Zemun, care de-a lungul stăpânirilor romane și bizantine a împărțit o soartă comună cu „fratele geamăn” (cele două orașe erau legate de un pod).

### Evul Mediu

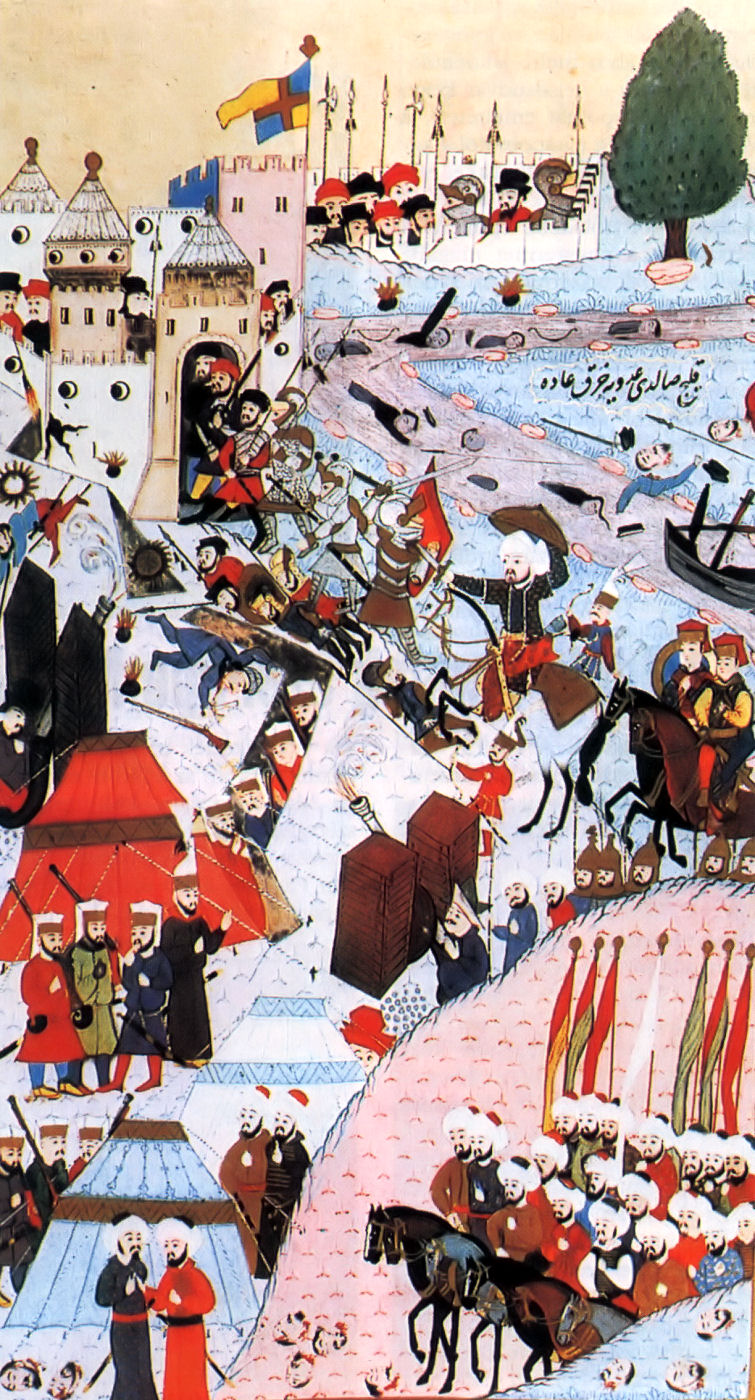
Asediul Belgradului în 1456

Singidunum a fost ocupat și de mai multe ori devastat de invaziile succesive ale hunilor, sarmaților, gepizilor, ostrogoților și a avarilor înainte de sosirea slavilor în jurul anului 630. A fost folosit ca centru al Regatului Gepizilor, la începutul anilor 500, înainte de a fi cucerit de avari. Când avarii au fost în cele din urmă alungați de forțele Imperiului Carolingian în sec. al IX-lea, a revenit sub stăpânirea bizantinilor, în timp ce Zemun a devenit parte din regatul Carolingian și a fost redenumit în Malevilla. În același timp (în jurul anului 878), prima înregistrare a numelui slav, Beligrad a apărut în timpul stăpânirii Primului Imperiu Bulgar.

Țaratul Sârb - 1350

Timp de aproximativ patru secole, orașul a fost un câmp de bătălie între Imperiul Bizantin, Regatul Ungariei și Primul Imperiu Bulgar. Orașul a găzduit armatele din prima și a doua cruciadă; Trecând pe aici în timpul celei de-a treia cruciade, Frederic Barbarossa și cei 190.000 cruciați au văzut Belgradul în ruine. Capitala Regatului Syrmia din 1284 a fost dăruită lui Dragutin din partea socrului său, Ștefan al V-lea al Ungariei. În urma Bătăliei de la Marița din 1371 și celei de la Kosovo Polje din 1389, Țaratul Sârb a început să se spulbere când otomanii au cucerit partea de sud a teritoriului. Cu toate acestea, partea de nord din Despotatul Serbiei a rezistat de-a lungul existenței sale, cu capitala la Belgrad. Orașul a prosperat sub conducerea domnitorului sârb, Ștefan Lazarevici, fiul lui Lazăr al Serbiei. Lazarevici a construit un castel cu o cetate și turnuri, din care până astăzi s-au păstrat numai turnul și zidul de vest. De asemenea, a refortificat zidurile vechi ale orașului, reușind să reziste forțelor otomane timp de aproape 70 de ani. În acest timp, Belgrad a fost un refugiu pentru multe popoare balcanice care fugeau de dominația otomană, și se crede că avea o populație de 40–50 mii de locuitori. În 1427, succesorul lui Ștefan, Gheorghe Brancovici, a fost nevoit să înapoieze Belgradul ungurilor, iar capitala a fost mutată la Smederevo. În timpul domniei lor, otomanii au cucerit cea mai mare parte din despotatul Serbiei, asediind fără succes Belgradul în 1440 și apoi în 1456. Fiind un obstacol pentru ulterioara accedere în Europa Centrală, peste 100.000 de soldați otomani au lansat cunoscutul asediu de la Belgrad, în care armata creștină sub conducerea lui Ioan de Hunedoara au apărat cu succes orașul de otomani, rănindu-l pe sultanul Mehmed al II-lea. Această luptă „a decis soarta creștinătății”; la cererea Papei Calixt al III-lea, sunetul clopotului amiezii comemorând victoria în toată lumea creștină până în prezent.

### Cucerirea otomană și invaziile austriece
Abia pe 28 august 1521 (7 decenii de la ultimul asediu) fortăreața a fost cucerită de sultanul Soliman Magnificul și cei 250.000 de soldați ai săi; ulterior cea mai mare parte a orașului a fost rasă de pe fata pământului, iar întreaga populație creștină (printre care sârbi, unguri, greci, armeni etc.) a fost deportată la Istanbul în zona cunoscută sub numele Pădurea Belgrad. Belgrad a devenit centrul districtului Sanjak, care a atras noi locuitori - comercianți turci, armeni, greci și alții, iar pacea a fost menținută în următorii 150 ani.

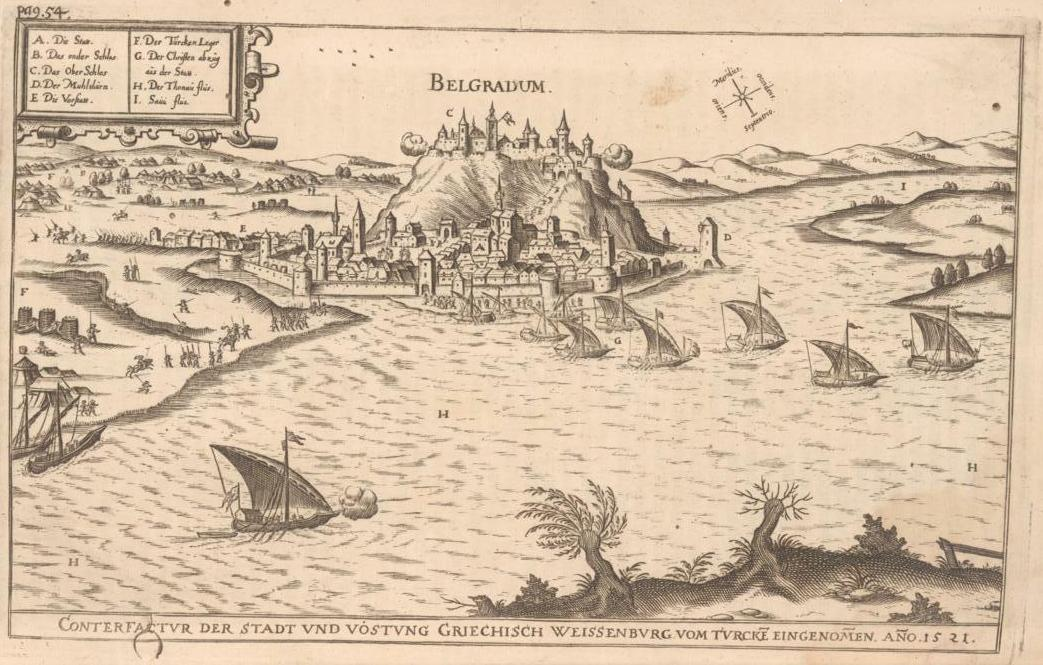
Belgrad în secolul al XVI-lea

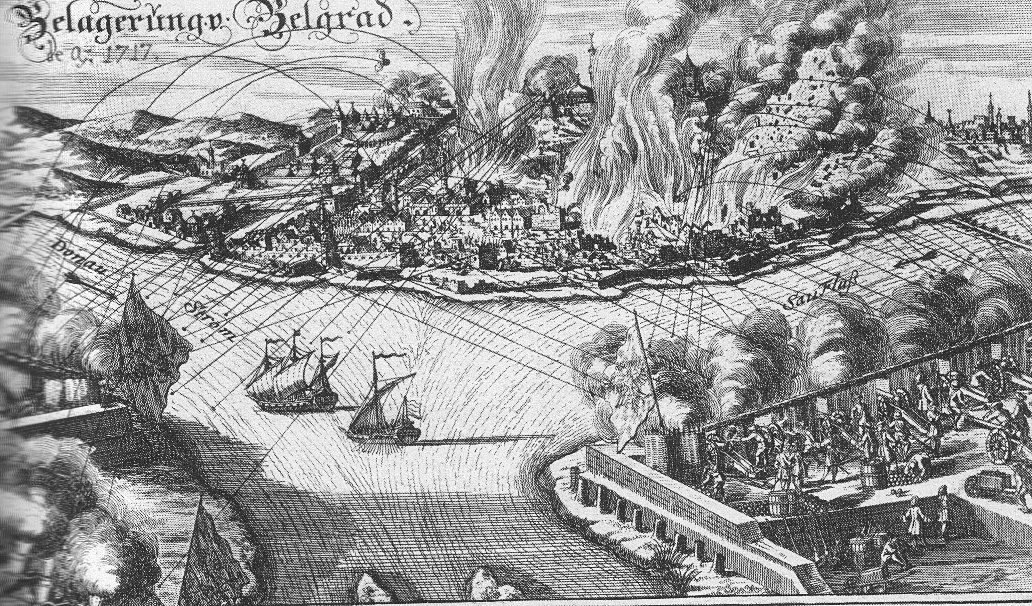
Cucerirea de către austrieci a Belgradului în 1717 (de Eugen de Savoia, în timpul războiului austro-turc din 1716-1718

Belgrad a devenit cel de-al doilea oraș otoman ca număr de locuitori, cu peste 100.000 de oameni, fiind depășit doar de Constantinopol. Dominația turcă a introdus și arhitectura otomană în Belgrad, fiind construite multe moschei care amplificau atmosfera orientală a orașului. În 1594, o mare revoltă sârbă a fost înăbușită de turci. În plus, Marele vizir Sinan Pașa a ordonat ca relicvele Sfântului Sava să fie arse în public pe platoul Vračar; mai recent, Templul Sfântului Sava a fost construit pentru a comemora acest eveniment.
Ocupat de trei ori (1688–1690, 1717–1739, 1789–1791) de austriecii conduși de Sfântul Împărat Roman Maximilian al Bavariei și respectiv Eugen de Savoia, Belgrad a fost repede recucerit și ulterior distrus de fiecare dată de otomani. În această perioadă, orașul a fost afectat de cele două mari migrații sârbe, în care sute de mii de sârbi în frunte cu patriarhii lor s-au retras împreună cu austriecii în Imperiul Habsburgic, care era așezat în Voivodina și Slavonia actuale.

### Capitala Serbiei
În timpul primei revolte sârbe, revoluționarii au deținut controlul asupra orașului de la 8 ianuarie 1807 până în 1813, când a fost recucerit de turci. După cea de-a doua revoltă sârbă din 1815, Serbia și-a dobândit o independență parțială, recunoscută oficial de Înalta Poartă în 1830. În 1841, prințul Milan Obrenovici a mutat capitala de la Kragujevac la Belgrad.
Odată cu dobândirea completă a independenței Principatului Serbiei în 1878 și schimbarea în Regatul Serbiei în 1882, Belgrad a redevenit acel oraș-cheie în Balcani și s-a dezvoltat rapid. Cu toate acestea, Serbia a rămas, în ansamblul ei, o țară preponderent agrară, chiar și după deschiderea unei căi ferate ce lega Belgradul de Niș, al doilea oraș din Serbia, iar la 1900, capitala avea o populație de numai 69.100 de locuitori. Totuși, până în 1905 populația a ajuns la peste 80.000, iar la data izbucnirii Primului război mondial, în 1914, a depășit 100.000 de cetățeni — fără Zemun, care aparținea Austro-Ungariei.

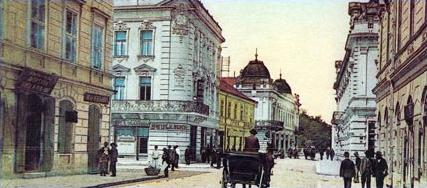
Strada Knez Mihailova spre sfârșitul secolului al XIX-lea

Prima proiecție cinematografică în Europa de Sud-Est și Europa Centrală a avut loc la Belgrad în iunie 1896 și a fost organizată de Andre Carr, un reprezentant al fraților Lumière. Primul film din Belgrad a fost lansat în anul următor, deși nu a fost păstrat.

### Primul război mondial / Orașul unit
„Kalemegdan este cea mai frumoasă și curajoasă piesă de optimism pe care o știu.”
Asasinarea Arhiducelui Franz Ferdinand al Austriei și a soției sale Sofia, ducesă de Hohenberg, de către Gavrilo Princip, la 28 iunie 1914 în Sarajevo, a declanșat izbucnirea primului război mondial. Ofensiva balcanică a fost concentrată în jurul Belgradului. Monitoarele austro-ungare au bombardat orașul Belgrad pe 29 iulie 1914, acesta fiind cucerit de armata austro-ungară sub comanda generalului Oskar Potiorek pe 30 noiembrie. Pe 15 decembrie a fost recâștigat de trupele sârbe conduse de mareșalul Radomir Putnik. După o luptă îndelungată, în care a fost distrusă o mare parte a orașului, între 6 și 9 octombrie 1915 Belgradul a căzut sub ocupația trupelor germane și austro-ungare comandate de mareșalul August von Mackensen. Orașul a fost eliberat de trupele sârbe și franceze pe 5 noiembrie 1918 sub comanda mareșalului Louis Franchet d'Esperey al Franței și a prințului Alexandru al Serbiei. Capitala fiind distrusă de operațiunile militare, Subotica a devenit orașul cel mai mare din Regat, dar numai pentru o perioadă scurtă; populația orașului Belgrad a crescut rapid, reocupând primul loc la începutul anilor 1920.
După sfârșitul războiului, Belgrad a devenit capitala noului regat al sârbilor, croaților și slovenilor, redenumit ulterior Regatul Iugoslaviei, în 1929. Regatul a fost împărțit în banate, iar Belgradul împreună cu orașele Zemun și Panciova au format o unitate administrativă separată.

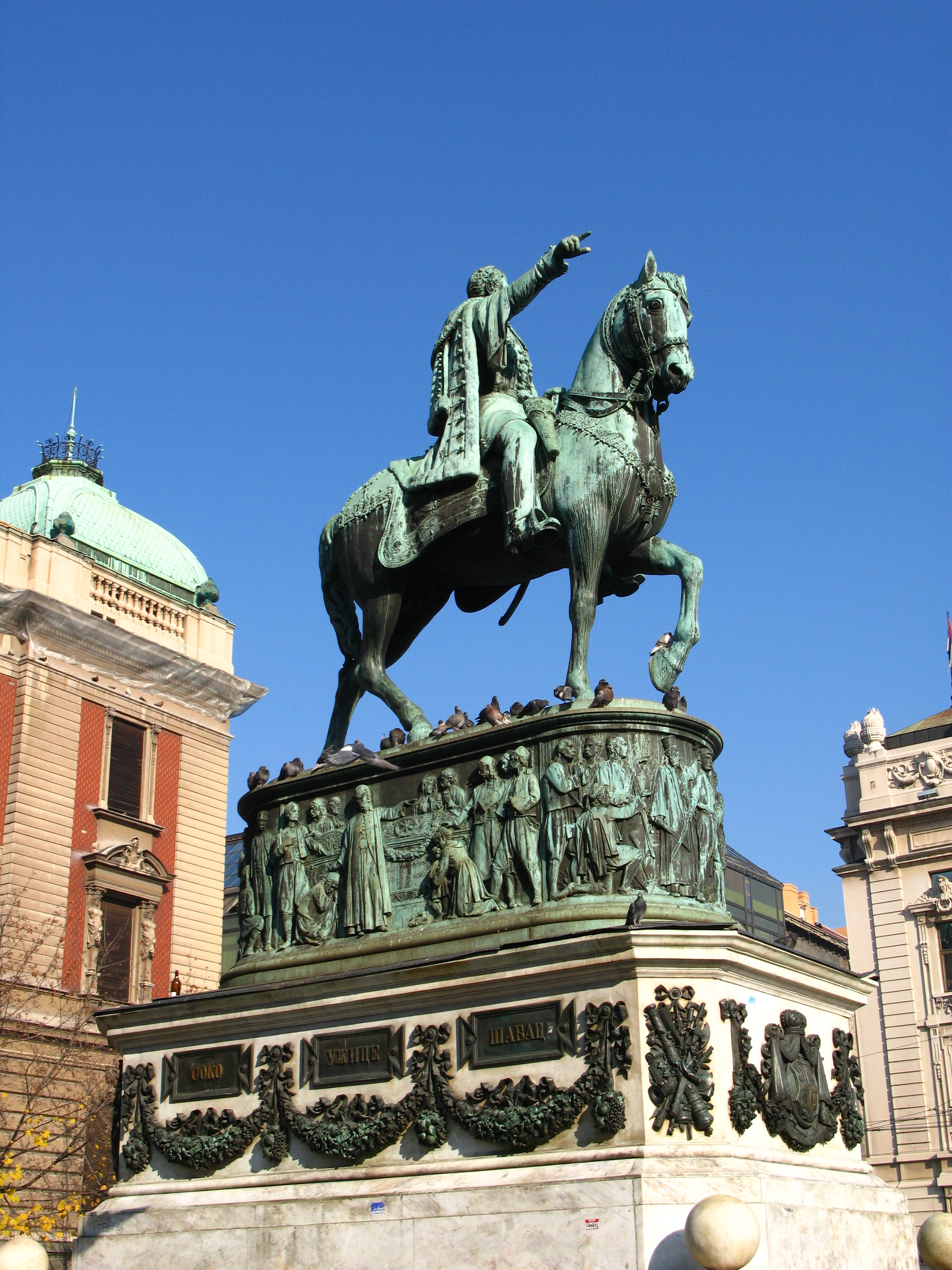
Statuia lui Prințul Mihailo III în Piața Republicii, la mijlocul secolului al XIX-lea

În această perioadă, în Belgrad s-a simțit o modernizare semnificativă și rapidă. Populația orașului a crescut până la 239.000 în 1931, iar în 1940, până la 320.000. Procentul de creștere a populației din 1921 și 1948 a fost de 4,08% pe an. În 1927 a fost inaugurat primul aeroport din Belgrad, iar în 1929 prima stație de radio sârbă a început să transmită emisiuni radiofonice. Podul Pančevo, care traversează Dunărea, a fost deschis în 1935.

### Al doilea război mondial

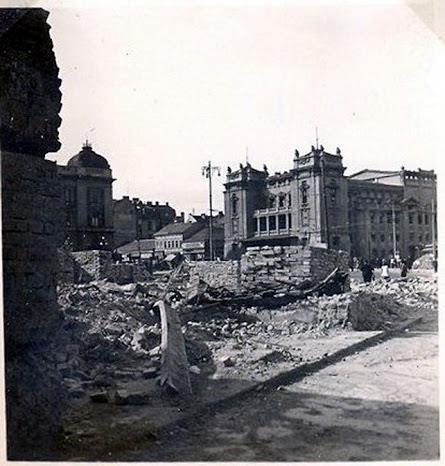
Belgradul după bombardamente

Pe 25 martie 1941, guvernul prințului regent Paul a semnat Pactul Tripartit, alăturându-se Puterilor Axei în speranța că nu va intra în al doilea război mondial. Acest pas a fost urmat imediat de proteste în masă la Belgrad și o lovitură de stat militară condusă de comandantul forțelor aeriene, generalul Dusan Simovici, care susținea că regele Petru al II-lea are vârsta necesară pentru a conduce regatul. În consecință, orașul a fost puternic bombardat de Luftwaffe pe 6 aprilie 1941, fiind uciși 24.000 de oameni. Iugoslavia a fost apoi invadată de forțele germane, italiene, maghiare și bulgare, iar suburbiile estice ale capitalei, precum Zemun, au fost încorporate într-un stat marionetă al naziștilor — Statul Independent al Croației. Belgrad a devenit reședința unui alt guvern marionetă, condus de Milan Nedici.
În timpul verii și toamnei anului 1941, ca represalii la atacurile partizanilor, germanii au executat mai multe masacre asupra cetățenilor din Belgrad; erau împușcați în special evreii, la ordinul generalului Franz Böhme, guvernatorul militar general al Serbiei. Böhme a impus o regulă aspră ca, pentru fiecare german ucis, să fie împușcați 100 de sârbi sau evrei.
Belgradul a fost bombardat de Aliați pe 12 aprilie 1944, fiind ucise aproape 1.100 de persoane. Această bombardare a avut loc în ziua de Paști a Bisericii Ortodoxe. Cea mai mare parte a orașului a rămas sub ocupația germanilor până pe 20 octombrie 1944, când acesta a fost eliberat de partizanii iugoslavi comuniști și de Armata Roșie. Pe 29 noiembrie 1945, mareșalul Iosip Broz Tito a proclamat la Belgrad Republica Populară Federativă Iugoslavia, care avea să devină, la 7 aprilie 1963, Republica Socialistă Federativă Iugoslavia.

### Iugoslavia comunistă
În timpul perioadei postbelice, Belgradul a progresat rapid în calitate de capitală a reînnoitei Iugoslavii, dezvoltându-se ca un important centru industrial. În 1958 a început difuzarea programelor de televiziune. În 1961, conferința Țărilor nealiniate a fost ținută la Belgrad sub președinția lui Tito. În 1968, proteste studențești majore au dus la mai multe conflicte de stradă între studenți și forțele de poliție, care s-au sfârșit prin faimoasele cuvinte ale lui Tito, „Studenții au dreptate!”. În martie 1972, Belgradul a fost în centrul ultimului focar major de variolă din Europa, care, prin aplicarea de carantină și de vaccinare în masă, a fost atenuat spre sfârșitul lunii mai.

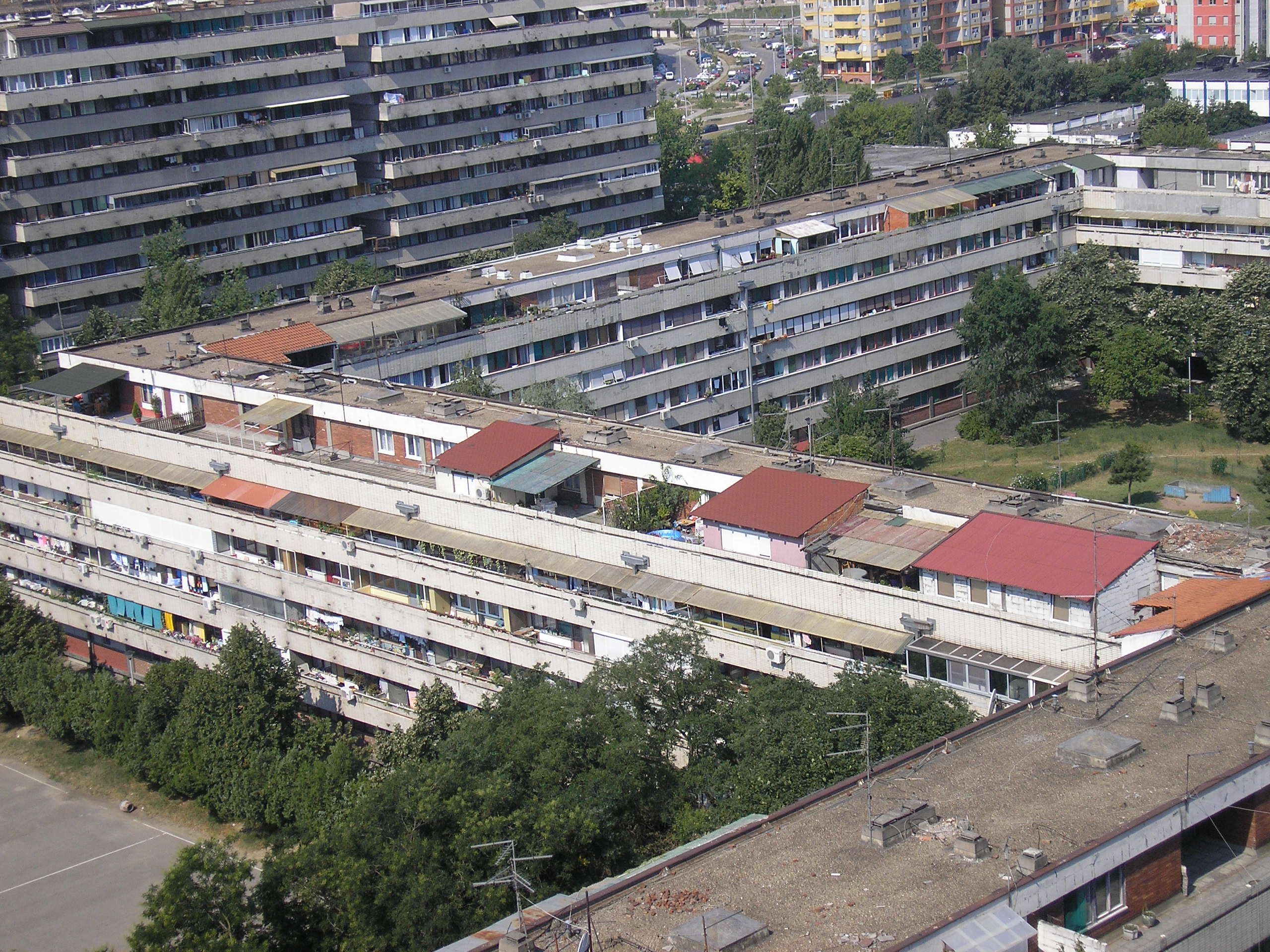
Blocuri în Belgradul Nou

În 1948 începe construcția Belgradului Nou, construit pe câmpia dintre Sava și Zemun. Acest cartier găzduiește Palatul Serbiei (1959), Centrul Sava (1978), Comitetul Central SKJ (1964) și numeroase cartiere de blocuri de locuință. Între 1970 și 1977, autostrada A1 care străbate orașul de la Dobanovci spre Beli Potok a fost inaugurată, făcând parte din șoseaua Frăției și Unității (Jesenice-Gevgelija). Orașul a fost încontinuu modernizat în era socialistă a Iugoslaviei, având parte de un transport public bun, infrastructură dezvoltată și o administrație excelentă. Epoca de aur a orașului este considerată a fi între 1964 și 1974, când Branko Peșici (Бранко Пешић) a fost primar.

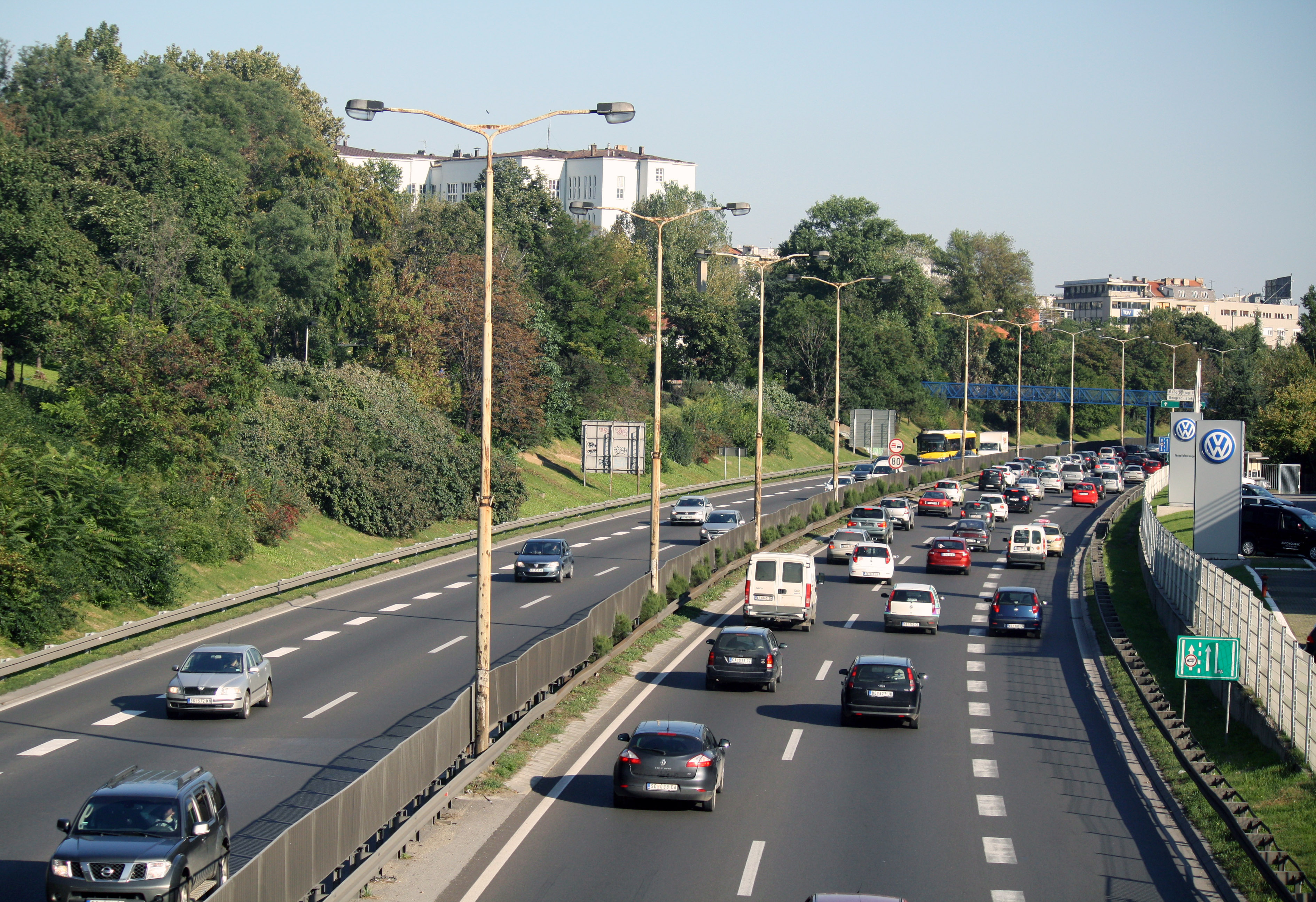
Autostrada Transbelgrădeană între podul Gazela și Autokomanda

### Istoria post-comunistă
Pe 9 martie 1991 au avut loc în oraș demonstrații masive conduse de Vuk Drašković, îndreptate împotriva lui Slobodan Miloșevici. Conform mass-mediei, au ieșit pe străzi între 100.000 și 150.000 de oameni. În timpul protestului, două persoane au fost ucise, 203 rănite și 108 arestate, iar mai târziu în acea zi au fost aduse tancuri pentru restaurarea ordinii publice. Mai multe proteste au avut loc la Belgrad din noiembrie 1996 până în februarie 1997 față de același guvern, după presupusa fraudă alegerilor electorale locale. Aceste proteste l-au adus la putere pe Zoran Đinđić, primul primar al Belgradului de după al doilea război mondial care nu era membru al Ligii Comuniștilor din Iugoslavia sau al descendentului acesteia, Partidul Socialist din Serbia.
Bombardamentele NATO din timpul războiului din Kosovo din 1999 au cauzat distrugeri însemnate orașului. Printre clădirile bombardate au fost cele ale câtorva ministere, ale unor spitale și a televiziunii publice — în care 16 tehnicieni au fost uciși, Hotelul Jugoslavija, clădirea Comitetului Central, Turnul Avala TV și ambasada chineză.
După alegerile din 2000, în Belgrad au fost organizate proteste majore de stradă, cu peste un milion de participanți. Aceste demonstrații au dus la eliminarea președintelui Slobodan Miloșevici.

### Nume istorice
Belgrad a primit mai multe nume de-a lungul istoriei, totuși aproape toate se traduc ca „orașul alb”. Numele sârb, Beograd este alcătuit din cuvintele beo („alb, luminos”) și grad („orășel, oraș”) iar etimologic corespunde altor nume de orașe, răspândite în lumea slavă: Belgorod, Białogard, Biograd etc.
| Nume                                  | Informații |
| ------------------------------------- | --- |
| Singidūn(o)-                          | Numit după tribul celtic al scordiscilor; dūn(o)- însemnând „locuință, împrejmuire, fort”, iar pentru cuvântul „singi” există câteva teorii - una dintre acestea susține că este un cuvânt celtic pentru cerc, prin urmare se poate traduce „fortul rotund” iar celelalte susțin că numele provine de la un posibil trib tracic care a ocupat zona înainte de sosirea scordiscilor. |
| Singidūnum                            | Numele celtic a fost romanizat când romanii au cucerit orașul. |
| Beograd, Београд                      | Nume slav menționat în 878 ca Beligrad în scrisoarea Papei Ioan al VIII-lea trimisă lui Boris al Bulgariei, care înseamnă „Orașul alb / fortăreața albă”. |
| Alba Graeca                           | „Alba” provine de la varianta latină a cuvântului „alb”. |
| Alba Bulgarica                        | Numele latin în timpul perioadei dominației bulgare a orașului. |
| Weißenburg și Griechisch-Weißenburg   | Traducere germană. Belgrad în limba germană modernă. |
| Castelbianco                          | Traducere italiană. |
| Nandoralba                            | În Ungaria medievală până în secolul al XIV-lea. |
| Nándorfehérvár, Landorfehérvár        | În Ungaria medievală, însemna Orașul Alb al Cavalerilor. În maghiara modernă este Belgrád. |
| Veligrad(i)on sau Velegrada/Βελέγραδα | Nume bizantin. În greaca modernă se numește Veligradi (Βελιγράδι). |
| Dar Al Jihad                          | Nume arabic în timpul Imperiului Otoman. |
| Prinz-Eugenstadt                      | Numele german plănuit al orașului după cel de-al doilea război mondial, a rămas parte din Al Treilea Reich. Orașul urma să fie numit după Prințul Eugen de Savoia, comandantul militar al Austriei care cucerise orașul de la turci în 1717. |

## Guvern și politică
Belgrad este o unitate teritorială separată în Serbia, cu un guvern propriu, autonom. Primarul actual (din 2018) este Zoran Radojičić, politician independent susținut de Partidul Progresist Sârb. Cel dintâi primar care a fost ales în mod democratic după cincizeci de ani de comunism a fost Zoran Đinđici, în 1996. De asemenea, primarii erau aleși democratic și înainte de al doilea război mondial. Adunarea Civică din Belgrad are 110 consilieri, care sunt aleși pe o perioadă de patru ani. Partidele majoritare actuale sunt aceleași ca și cele din Parlamentul Serbiei (Partidul Democrat-G17 Plus și Partidul Social al Serbiei-Partidul Pensionarilor Uniți din Serbia cu suport de la Partidul Democrat Liberal, iar în proporții similare cu Partidul Radical Sârb și Partidul Democratic al Serbiei-Serbia Nouă în opoziție.
Fiind capitală, orașul Belgrad găzduiește și Adunarea Națională, Guvernul împreună cu agențiile sale și 64 de ambasade străine.

### Municipii
Orașul este împărțit în 17 municipii.
Cele mai multe municipii sunt situate în partea de sud a râului Sava și a Dunării, în regiunea Šumadija. Trei municipii (Zemun, Novi Beograd și Surčin) se află pe malul nordic al Savei, în regiunea Syrmia, iar municipiul Palilula se află pe ambele maluri ale Dunării, aparținând atât Šumadijiei cât și Banatului (Borcea, Ofcea, Krnjača, Glogonjski Rit, Jabučki Rit).
| Stema                                            | Nume         | Suprafață (km²) | Populație (1991)                         | Populație (2002) |
| ------------------------------------------------ | ------------ | --------------- | ---------------------------------------- | ---------------- |
|                                                  | Barajevo     | 213             | 20,846                                   | 24,641           |
|                                                  | Čukarica     | 156             | 150,257                                  | 168,508          |
|                                                  | Grocka       | 289             | 65,735                                   | 75,466           |
|                                                  | Lazarevac    | 384             | 57,848                                   | 58,511           |
|                                                  | Mladenovac   | 339             | 54,517                                   | 52,490           |
|                                                  | Novi Beograd | 41              | 245,786                                  | 365,877          |
|                                                  | Obrenovac    | 411             | 67,654                                   | 70,975           |
|                                                  | Palilula     | 451             | 150,208                                  | 155,902          |
|                                                  | Rakovica     | 31              | 96,300                                   | 99,000           |
|                                                  | Savski Venac | 14              | 45,961                                   | 42,505           |
|                                                  | Sopot        | 271             | 19,977                                   | 20,390           |
|                                                  | Stari Grad   | 5               | 68,552                                   | 55,543           |
|                                                  | Surčin       | 285             | Parte din municipiul Zemun până în 2004. | 55,000 (est.)    |
|                                                  | Voždovac     | 148             | 156,373                                  | 151,768          |
|                                                  | Vračar       | 3               | 67,438                                   | 58,386           |
|                                                  | Zemun        | 153.56          | 176,158                                  | 136,645          |
|                                                  | Zvezdara     | 32              | 135,694                                  | 132,621          |
|                                                  | TOTAL        | 3227            | 1,552,151                                | 1,756,534        |
| Sursa: Biroul de Statistici al Republicii Serbia |              |                 |                                          |                  |

## Demografie

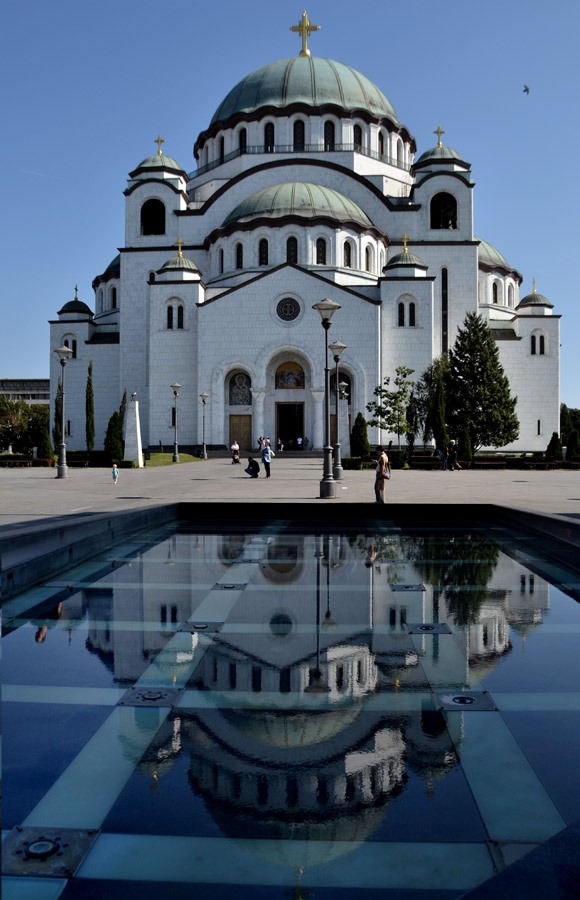
Catedrala Sfântul Sava

Conform recensământului din 2002, principalele grupuri etnice din Belgrad sunt: sârbii (1.417.187), iugoslavii (22.161), muntenegrenii (21.190), romii (19.191), croații (10.381), macedonenii (8.372), și musulmanii (ca etnie) (4.617). Sondaje mai recente, din 2007, au arătat că populația Belgradului a crescut cu 400.000 de locuitori în doar cinci ani de la ultimul recensământ oficial.
Până pe 2 august 2008, Institutul de Informații și Statistici din oraș a înregistrat un număr de 1.542.773 de cetățeni cu drept de vot, confirmând astfel creșterea spectaculoasă a populației din ultimii ani. În prezent, numărul cetățenilor cu drept de vot a depășit numărul întregii populații de acum câțiva ani. Estimările oficiale la sfârșitul anului 2007, conform Institutului de Informații și Statistici, au fost de 1.756.534.
Belgradul este căminul diferitelor grupuri etnice din toate colțurile fostei Iugoslavii. Mulți cetățeni vin la oraș din zonele rurale sau orașe din sate mici ca emigranți economici, în timp ce alte câteva mii au ajuns ca refugiați din Croația, Bosnia și Herțegovina și Kosovo, datorită izbucnirii Războaielor iugoslave din anii 1990. Se estimează că în Belgrad locuiesc între 10.000 și 20.000 de chinezi; aceștia începând să se stabilească aici la mijlocul anilor 1980. Blok 70 din Noul Belgrad este cunoscut ca centrul local al chinezilor. Mulți emigranți din Orientul Mijlociu, în special din Siria, Iran, Iordania și Irak au venit cu scopul de a-și continua studiile din anii 1970 și 1980 și și-au întemeiat familii în oraș. Refugiații kurzi afgani și irakienii reprezintă cel mai recent val de emigranți din Orientul Mijlociu.
Deși există mai multe comunități religioase istorice în Belgrad, compoziția religioasă a orașului este relativ omogenă. Comunitatea ortodoxă sârbă este de departe cea mai mare, cu 1.429.170 de credincioși. Există, de asemenea, 20.366 de musulmani, 16.035 de creștini romano-catolici și 3.796 de protestanți. Exista și o comunitate evreiască semnificativă, însă, datorită ocupației naziste și a emigrării ulterioare în Israel, numărul lor a scăzut la doar 415.

## Economie

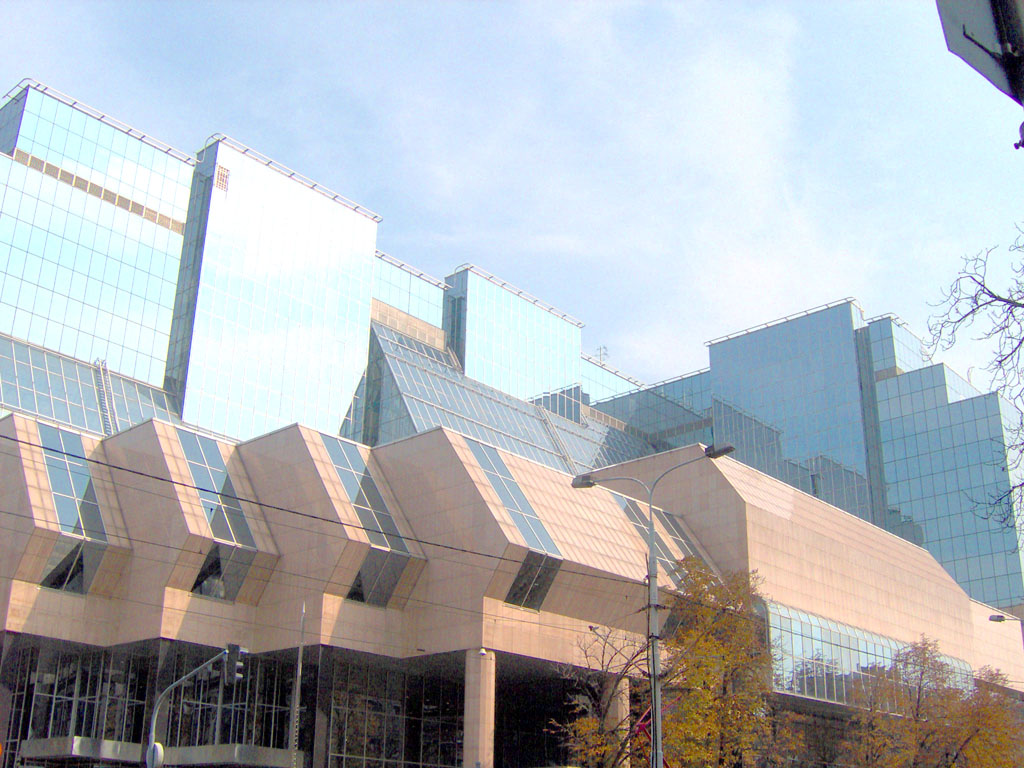
Banca Națională a Serbiei

Belgrad este orașul cel mai dezvoltat din punct de vedere economic al Serbiei și găzduiește Banca Națională a Serbiei. Cele mai importante companii sunt Jat Airways, Telekom Srbija, Telenor Serbia, Delta Holding, Comtrade group, centre regionale pentru Société Générale, ASUS, Intel, Motorola, Kraft Foods, Carlsberg, Microsoft, OMV, Unilever, Zepter, Japan Tobacco și multe altele.
Problema tranziției de la fosta entitate socialistă Iugoslavia la Republică Federativă la începutul anilor 1990 a lăsat Belgradul, ca și restul țării, grav afectat de un embargo comercial impus internațional. Hiperinflația dinarului iugoslav, cea mai mare inflație înregistrată în lume, a decimat economia orașului. Iugoslavia a învins problemele inflației la mijlocul anilor 1990, iar din acel moment, Belgradul s-a dezvoltat puternic. Astăzi, peste 30% din PIB-ul Serbiei este furnizat de acest oraș, și deține peste 30% de angajați din populația Serbiei. În medie, venitul lunar pe cap de locuitor este de 47.500 RSD (572 €, 903 $). Conform metodologiei Eurostat, în puternic contrast cu restul regiunii balcanice, 53% din gospodăriile orașului sunt dotate cu un calculator. Conform aceluiași sondaj, 39,1% din gospodăriile din Belgrad au o conexiune la internet; aceste valori sunt mai mari decât cele din alte capitale balcanice cum ar fi Sofia și Atena.

## Cultură

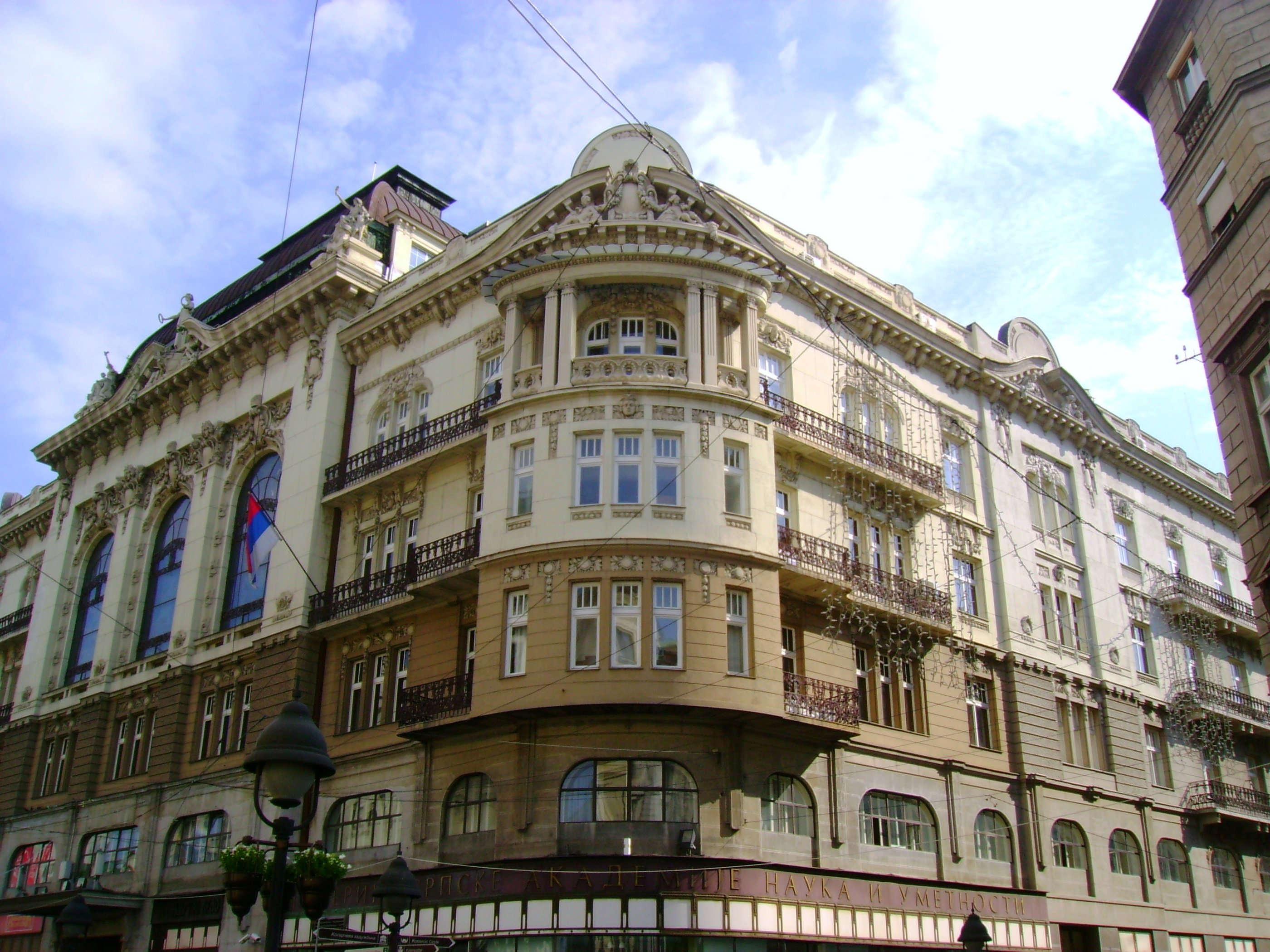
Clădirea Academiei Sârbe de Arte și Stiință, construită în 1922

Belgradul găzduiește multe evenimente culturale anuale, printre care FEST (Festivalul de Filme din Belgrad), BITEF (Teatrul de Festivități din Belgrad), BELEF (Festivalul de Vară din Belgrad), BEMUS (Festivalul de Muzică din Belgrad), Târgul de Cărți din Belgrad și Festivalul de Bere din Belgrad. Ivo Andrić, câștigător al Premiului Nobel pentru Literatură, a scris cea mai cunoscută operă a sa, E un pod pe Drina..., în Belgrad. Printre alți autori cunoscuți din Belgrad se numără Branislav Nušić, Miloš Crnjanski, Borislav Pekić, Milorad Pavić, Meša Selimović. Cea mai mare parte din industria de filme a Serbiei se află în Belgrad. Filmul Underground, regizat de Emir Kusturica, a fost produs în acest oraș și a câștigat premiul Palme d'Or în 1995.
Orașul a fost unul din centrele principale ale noului val iugoslav în anii 1980: VIS Idoli, Ekatarina Velika și Šarlo akrobata au fost belgrădeni. Printre alte formații rock se află Riblja Čorba, Bajaga i Instruktori și alții. În prezent, este centrul trupelor de scenă hip-hop Beogradski sindikat, Škabo, Marčelo și cea mai mare parte din muzica Bassivity din oraș. Există și multe teatre, iar din cele mai importante sunt Teatrul Național, Teatrul Terazije, Teatrul de Dramă Iugoslav, Teatrul Zvezdara și Atelier 212. Academia Sârbă de Arte și Știință se află de asemenea în Belgrad, precum și Biblioteca Națională a Serbiei. Casele de operă din Belgrad sunt Teatrul Național și Casa de Operă Madlenianum.
După reușita cântăreaței Marija Šerifović, reprezentanta Serbiei, la Concursul Muzical Eurovision 2007, Belgradul a găzduit Concursul Muzical Eurovision 2008.

### Muzee

Muzeul Căilor Ferate

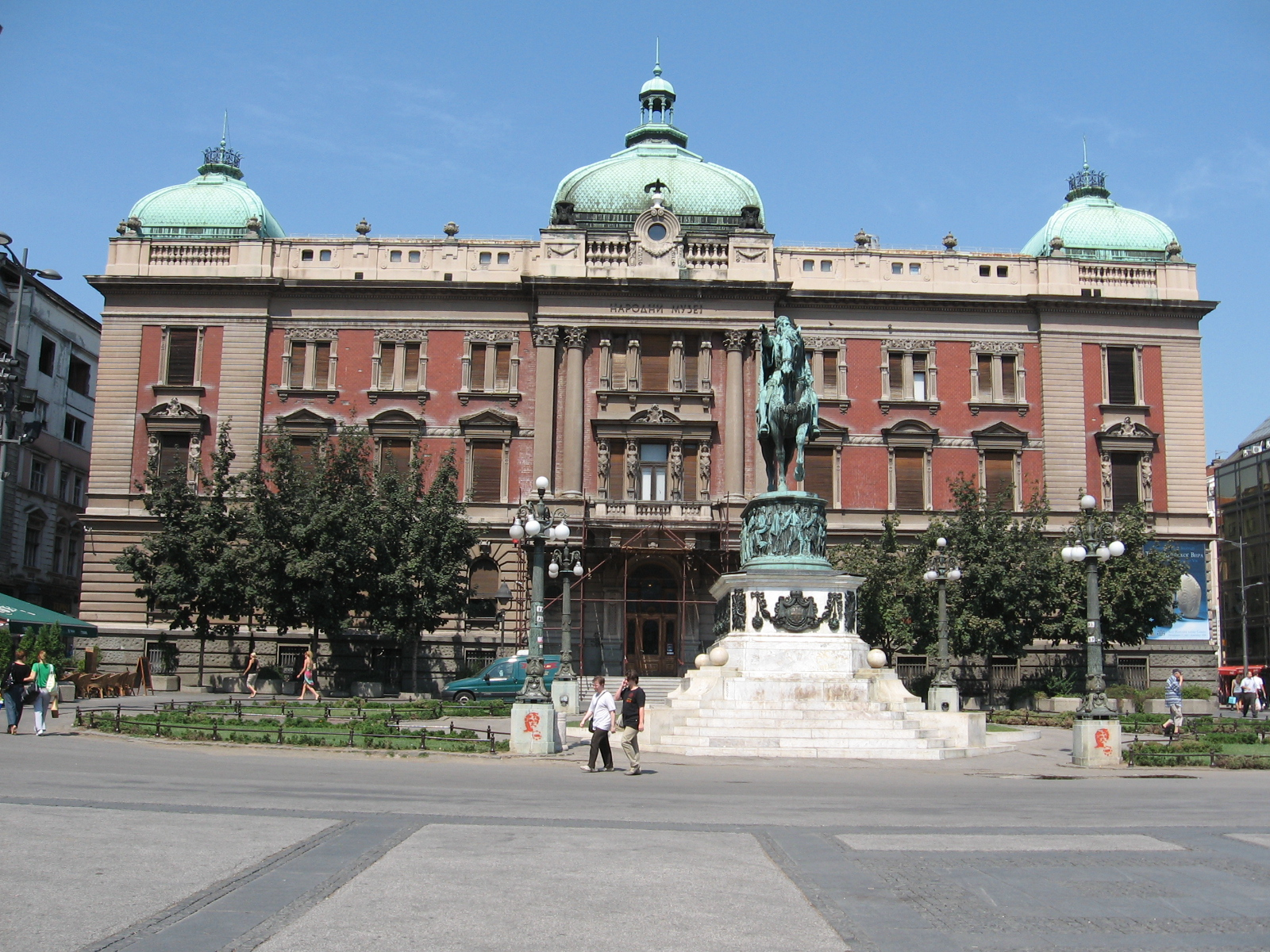
Muzeul Național al Serbiei

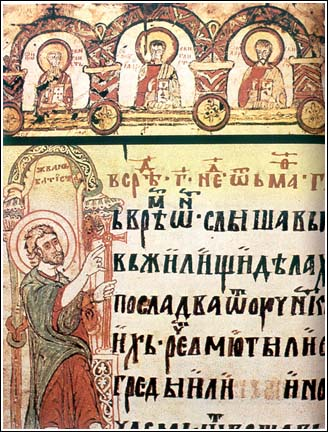
Evanghelia lui Miroslav, manuscript din secolul XII intrat în Programul Memoria Lumii UNESCO în 2005

Cel mai cunoscut muzeu din Belgrad este Muzeul Național, înființat în 1844; acesta găzduiește o colecție de peste 400.000 de exponate (peste 5600 de tablouri și 8.400 de desene și gravuri), inclusiv capodopere străine și faimoasa Evanghelie a lui Miroslav (Miroslavljevo Jevanđelje). Muzeul Militar expune o gamă largă de mai mult de 25.000 de exponate militare, datând încă din perioada romană, precum și rămășițele unei aeronave F-117 doborâtă de forțele iugoslave. Muzeul de Aviație din Belgrad deține peste 200 de aeronave, dintre care aproximativ 50 sunt expuse, câteva fiind singurele exemplare rămase dintr-un anume model, cum ar fi Fiat G.50. De asemenea, acest muzeu expune părțile aeronavelor SUA și NATO doborâte, cum ar fi F-117 și F-16. Muzeul Etnografic, înființat în 1901, conține peste 150.000 de articole ce înfățișează cultura rurală și urbană din Balcani, în special a țărilor din fosta Iugoslavie. Muzeul de Artă Contemporană are o colecție de circa 8540 de lucrări de artă realizate în Iugoslavia începând cu anii 1900. Muzeul Nikola Tesla, înființat în 1952, păstrează obiecte personale ale lui Nikola Tesla, inventatorul după care a fost numită unitatea Tesla. Deține în jur de 160.000 documente originale și în jur de 5.700 alte articole. Ultimul muzeu important din Belgrad este Muzeul Vuk și Dositej, care simbolizează viața, munca și moștenirea lui Vuk Stefanović Karadžić și a lui Dositej Obradović, reformatorul limbii și a literaturii sârbe din secolul XIX, respectiv primul ministru sârb al educației. De asemenea, Belgrad găzduiește Muzeul de Artă Africană, înființat în 1977, care deține mai multe colecții de artă provenite din Africa Occidentală.
Având în jur de 95.000 de exemplare de filme naționale și internaționale, Arhiva Iugoslavă de Filme este cea mai mare din regiune și printre cele mai mari zece arhive din lume. De asemenea, instituția administrează Muzeul de Arhivă a Filmelor Iugoslave, cu cinematograf și sală de expoziție. Problemele stocării de lungă durată a arhivei au fost în cele din urmă rezolvate în 2007, când s-a deschis un nou depozit modern.
Muzeul Orașului Belgrad se va muta în clădirea nouă de pe Strada Nemanjina din centrul orașului. Muzeul deține exponate interesante, precum Evanghelia din Belgrad (1503), armura placată complet de la Bătălia de la Kosovo Polje (1389) și diverse tablouri și gravuri. Un nou Muzeu al Științei și Tehnologiei este în construcție de la sfârșitul anului 2008.

### Arhitectură

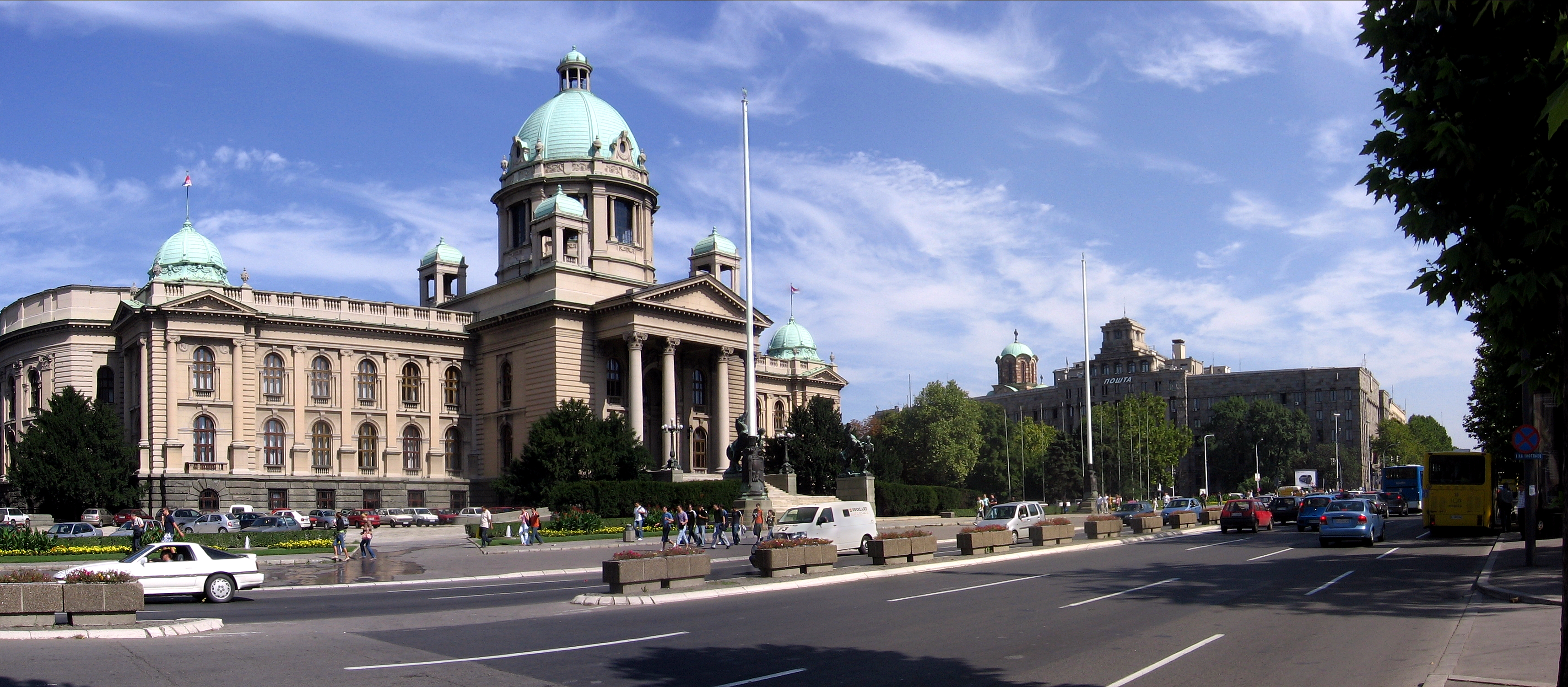
Parlamentul Serbiei și sediul central al Poștei Sârbe.

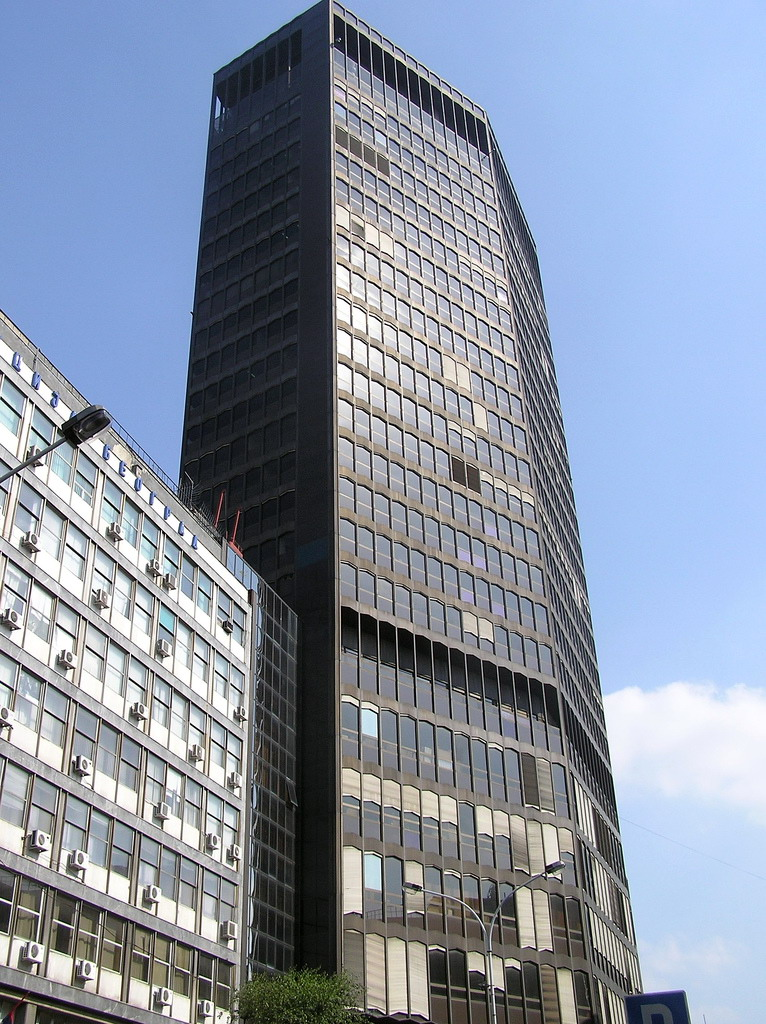
Beograđanka

Orașul Belgrad are o arhitectură variată și neomogenă, de la cea a centrului Zemun, tipică unui oraș din Europa Centrală, la una mult mai modernă și spațioasă, în Noul Belgrad. Cel mai vechi stil arhitectural se găsește în parcul Kalemegdan. În afara parcului, cele mai vechi clădiri datează numai din secolul XIX, din cauza poziției geografice și a frecventelor războaie și distrugeri. Cea mai veche structură din Belgrad este un mausoleu turcesc greu definit, iar cea mai veche casă este un bordei din chirpici pe Dorćol, de la sfârșitul secolului XVIII. Influența occidentală a început în secolul XIX, când Belgradul a fost transformat complet de la un oraș oriental la arhitecturi contemporane acelor vremuri, cu influențe din artele neoclasică, romantică și academică. Arhitecții sârbi au preluat tendințele europene la sfârșitul secolului XIX, construind Teatrul Național, Palatul Vechi, Catedrala Ortodoxă, iar ulterior, la începutul secolului XX, Adunarea Națională și Muzeul Național, cu influențe Art Nouveau. Elemente de arhitectură neo-bizantine sunt prezente în clădiri precum Fundația Vuk, vechiul Oficiu Poștal de pe strada Kosovska și lăcașuri sfinte, precum Biserica Sfântului Marcu (pe temelia mănăstirii Gračanica) și Templul Sfântului Sava.
În timpul perioadei guvernate de comuniști, multe locuințe au fost construite rapid și cu investiții mici, pentru a găzdui afluxul mare de cetățeni din zonele rurale imediat după cel de-al doilea război mondial, uneori având ca rezultat arhitecturi brutale pentru blocurile din Noul Belgrad; o tendință de realism socialist a condusă pe o perioadă scurtă, având ca rezultat clădiri precum Sala Uniunii Sindicatelor. Cu toate acestea, la mijlocul anilor 1950, tendințele moderniste au preluat conducerea și încă domină arhitectura din Belgrad.

### Turism

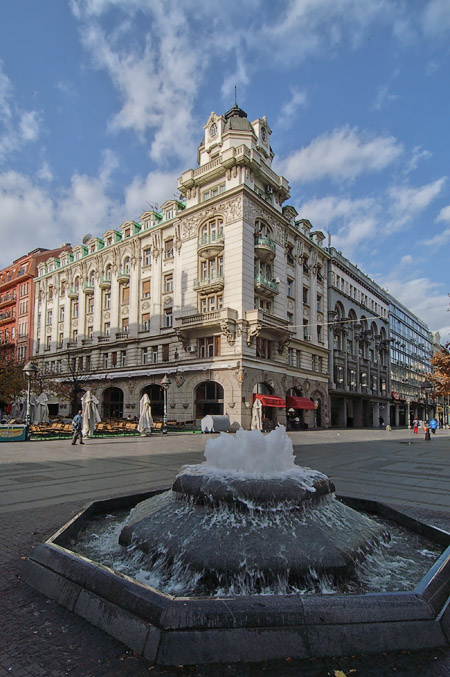
Strada Knez Mihailova (Prințul Mihailo), principala zonă pietonală a orașului

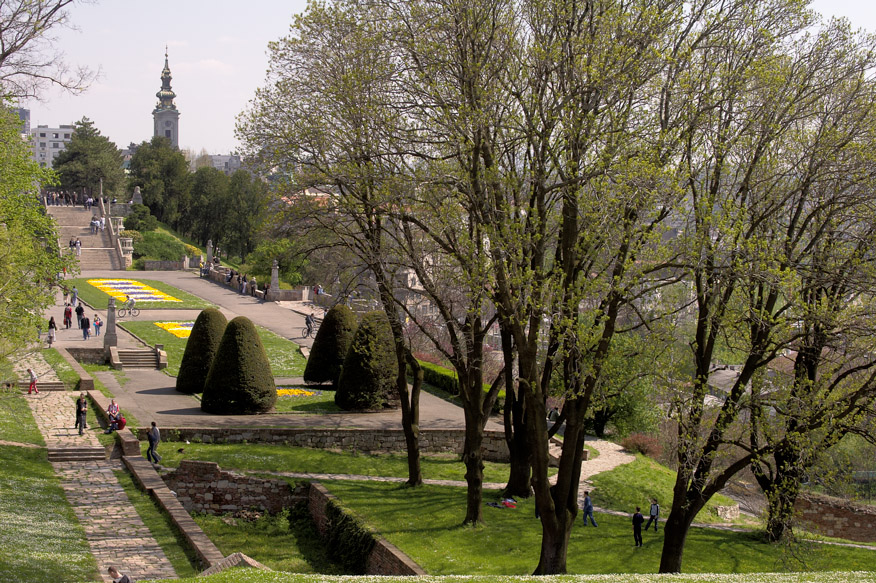
Parcul Kalemegdan

Clădirile și zonele istorice ale Belgradului sunt printre atracțiile de prim rang ale orașului. Printre acestea sunt Skadarlija, Muzeul Național și Teatrul Național din apropiere, Zemun, Piața Nikola Pašić, Terazije, Piața Studenților, Fortăreața Kalemegdan, Strada Knez Mihailova, Parlamentul, Templul Sfântului Sava, Palatul Vechi. Pe lângă acestea, sunt multe parcuri, monumente, muzee, cafenele, restaurante și magazine pe ambele maluri ale fluviului. Monumentul eroului necunoscut din vârful dealului Avala permite o vedere panoramică asupra orașului. Mausoleul lui Iosip Broz Tito, numit Kuća cveća (Casa florilor), precum și parcurile din apropiere, Topčider și Košutnjak, sunt de asemenea cunoscute, în special în rândul vizitatorilor din fosta Iugoslavie.
Beli Dvor sau „Palatul Alb”, casa familiei regale Karadjordjevic, este deschis pentru vizitatori. Palatul are numeroase lucrări de valoare semnate de Rembrandt, Nicolas Poussin, Sebastien Bourdon, Paolo Veronese, Antonio Canaletto, Biagio D'Antonio, Giuseppe Crespi, Franz Xaver Winterhalter, Ivan Mestrovic și alții.
Ada Ciganlija este o fostă insulă a râul Sava și cel mai mare complex de recreație și sport din Belgrad. Azi are legătură către țărm, creând un lac artificial pe râu. Aceasta este cea mai populară destinație pentru belgrădeni în timpul verilor fierbinți ale orașului. Plajele se întind pe o distanță de 7 kilometri și există facilități sportive pentru diverse sporturi, inclusiv golf, fotbal, baschet, volei, rugby, baseball, și tenis. În timpul verii, aici vin pentru recreare între 200000 și 300000 de persoane pe zi. Cluburile sunt deschise nonstop, organizând recitaluri live, iar peste noapte sunt ținute petreceri pe plajă. Se pot practica sporturi extreme, cum ar fi bungee jumping, schi nautic și paintball. Există numeroase trasee pe insulă, fiind posibilă plimbarea cu bicicleta, mersul pe jos sau jogging. În afară de Ada, Belgradul are în total 16 insule pe râuri, multe încă neutilizate. Printre acestea, Insula Marelui Război, la confluența râului Sava, se prezintă ca o autentică oază de sălbăticie (în special păsări). Aceste domenii, împreună cu Mica Insulă de Război din vecinătate, sunt protejate de guvernul orașului ca rezervații naturale.

### Sport

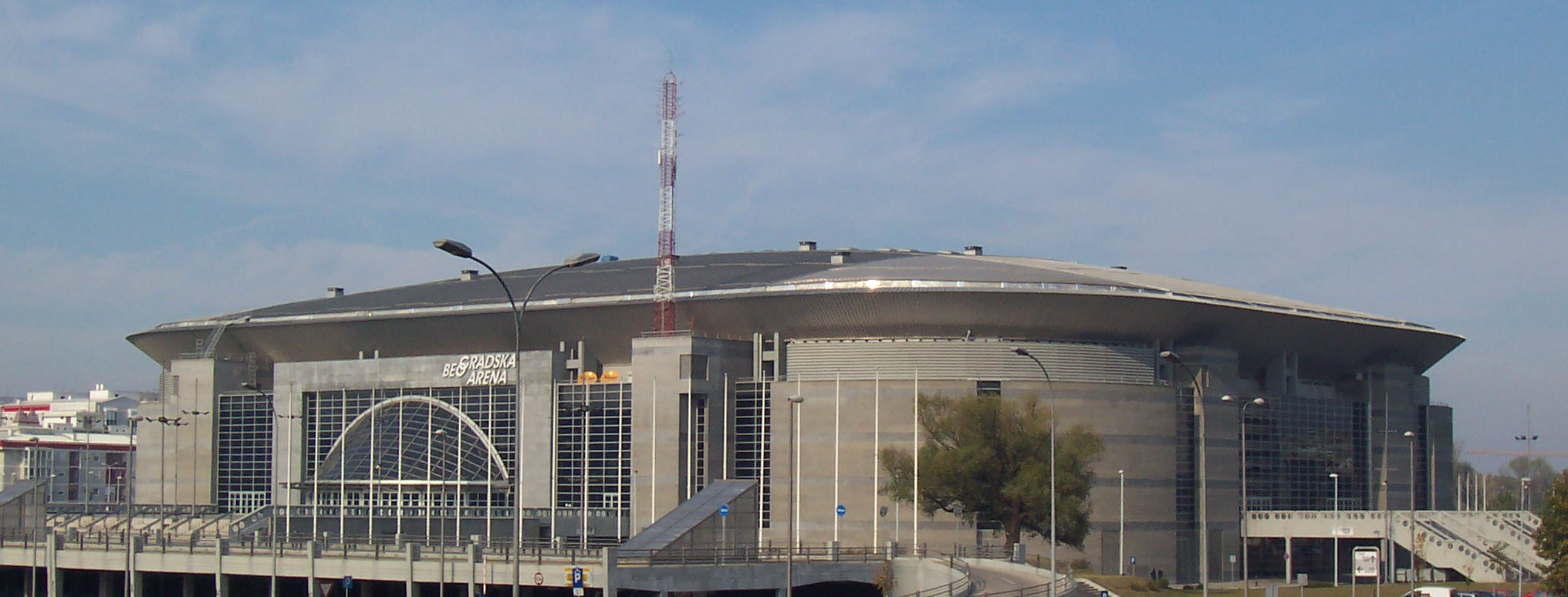
Arena Belgrad

Orașul este căminul a două dintre cele mai mari și de succes cluburi de fotbal, Steaua Roșie Belgrad și FK Partizan, precum și alte câteva cluburi din prima ligă. Cele două mari stadioane de la Belgrad sunt Marakana (Stadionul Stelei Roșii) și Stadionul Partizan. Arena Belgrad este folosită pentru meciurile de baschet, iar în mai 2008, a fost locul pentru Concursul Muzical Eurovision 2008. Sala Pionir este folosită pentru meciurile dintre KK Partizan și KK Crvena zvezda, în timp ce Centrul Sportiv Tašmajdan este folosit pentru meciurile de polo pe apă.

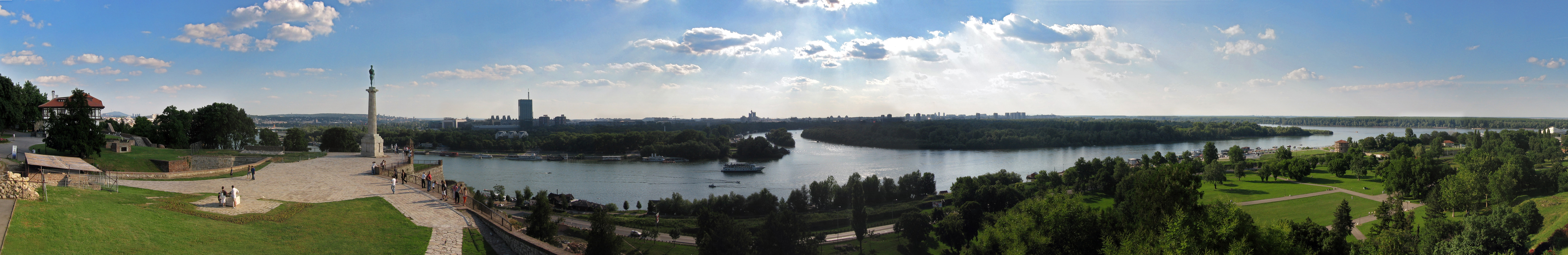
Râul Sava în Belgrad, unindu-se cu Dunărea (în dreapta departe)

## Mass-media

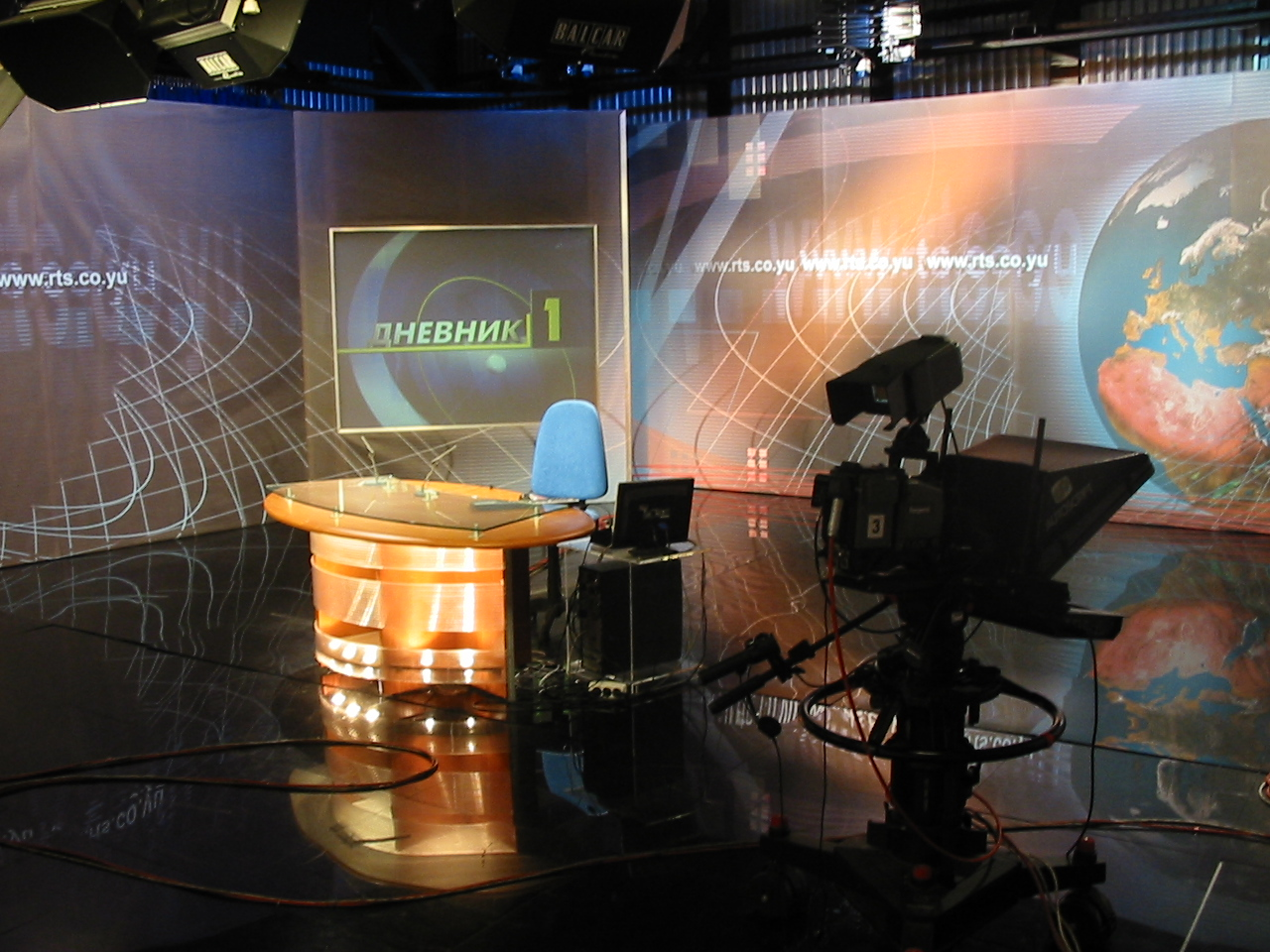
Bord editorial din Radio Televiziunea Sârbă

Belgrad este cel mai important punct central al mass-mediei din Serbia. Orașul este căminul sediului principal al radiodifuziuni naționale Radio Televiziunea Sârbă - RTS, care este un serviciu public de radiodifuziune. Înregistrarea de discuri PGP RTS, este, de asemenea, cu sediul la Belgrad. Cea mai populară radiodifuziune este RTV Pink, o mass-medie sârbă multinațională, cunoscută pentru programele populare de divertisment, care este considerată de mulți telespectatori a fi de calitate scăzută. Cea mai populară radiodifuziune comercială alternativă este B92, o altă companie mass-media, care deține propria stație TV, post de radio, precum și cel mai popular website de pe internetul sârbesc. Alte posturi de televiziune din Belgrad sunt Košava, Avala, Fox Televizija și altele care acoperă cea mai mare parte din municipiul Belgrad, cum ar fi Studio B. Numeroase canale specializate, sunt de asemenea disponibile: canalul SOS (sport), Metropolis (muzică), Art TV (artă), Cinemania (film), și Happy TV (programe pentru copii).
Printre cele mai răspândite ziare zilnice publicate în Belgrad, sunt Politika, Blic, Večernje Novosti, Glas javnosti, Press (ziar) și Sportski žurnal. Alte cotidianele publicate în oraș sunt Danas, și Kurir. Novi Plamen este în prezent revista de extremă stânga cea mai mare. O nouă distribuție gratuită zilnică, 24 Sata, a fost înființată în toamna anului 2006.

## Educație

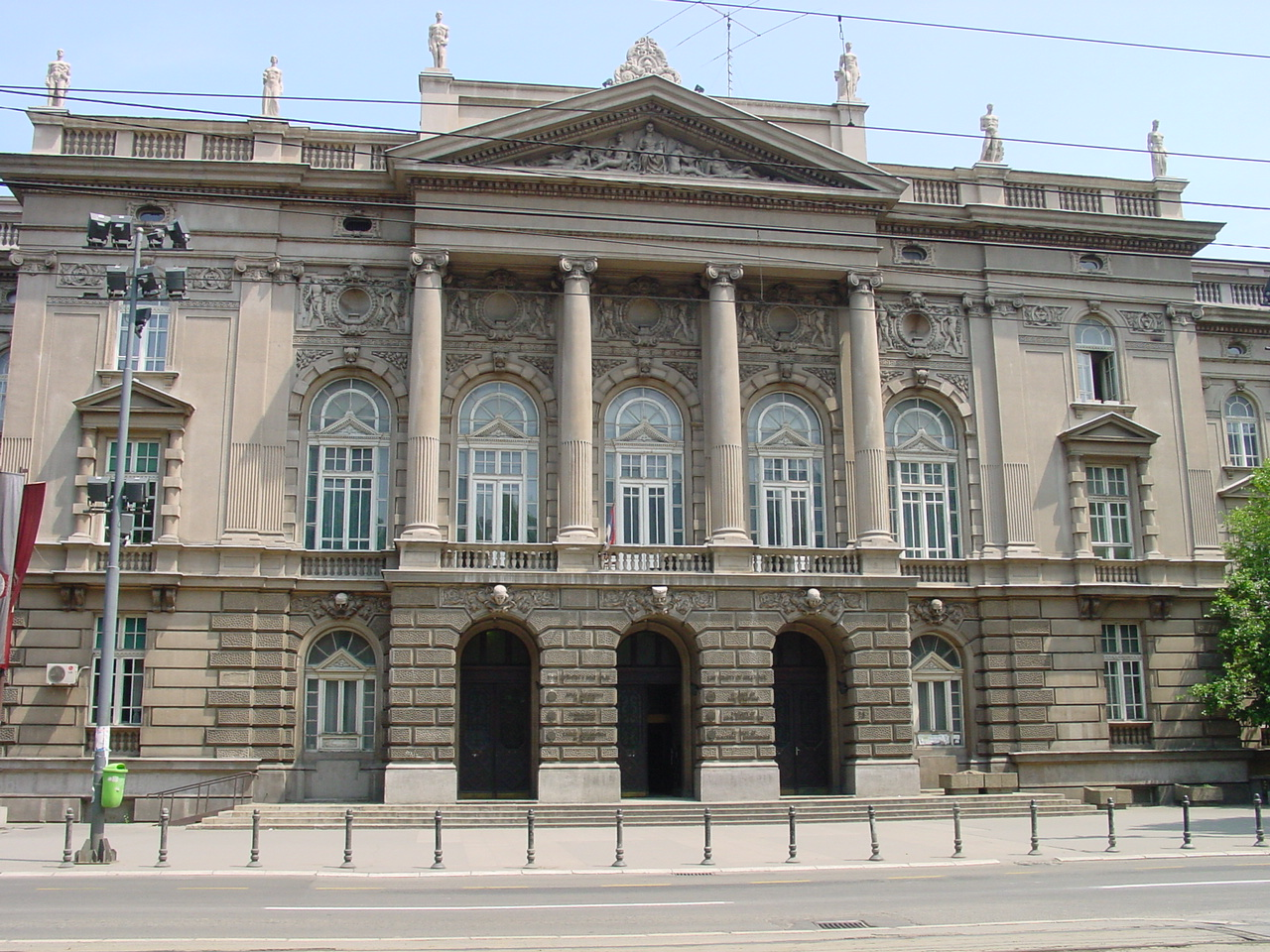
Facultatea de Inginerie Electrica, Arhitectură și Inginerie Civilă, în cadrul Universității din Belgrad

Belgrad are doua universități de stat și mai multe instituții particulare de învățământ superior. Școala Superioară din Belgrad, înființată în 1808, a fost cea mai veche locație de învățământ superior din Serbia și din toate țările balcanice. Urmat de apariția liceului în 1841, când a fost mutat de la Kragujevac la Belgrad, unindu-se cu Școala Mare în precursorul Universității de la Belgrad, una dintre cele mai vechi instituții de învățământ din țară (cea mai veche facultate de învățământ superior, Colegiul Profesorului din Subotica, datează din 1689). Peste 90.000 de studenți învață la Universitate. Facultatea de Drept din cadrul Universității de la Belgrad este una din primele instituții de educație juridică din Europa de Sud-Est.
Există, de asemenea, 195 de școli primare și 85 de școli gimnaziale. Din școlile primare, sunt 162 normale, 14 speciale, 15 de artă și 4 școli pentru adulți. Al doilea sistem școlar cuprinde 51 de școli profesionale, 21 de gimnazii, 8 școli de artă și 5 școli speciale. Cei 230.000 de elevi sunt gestionați de 22.000 de angajați în peste 500 de clădiri, acoperind în jur de 1100000 m².

## Transport

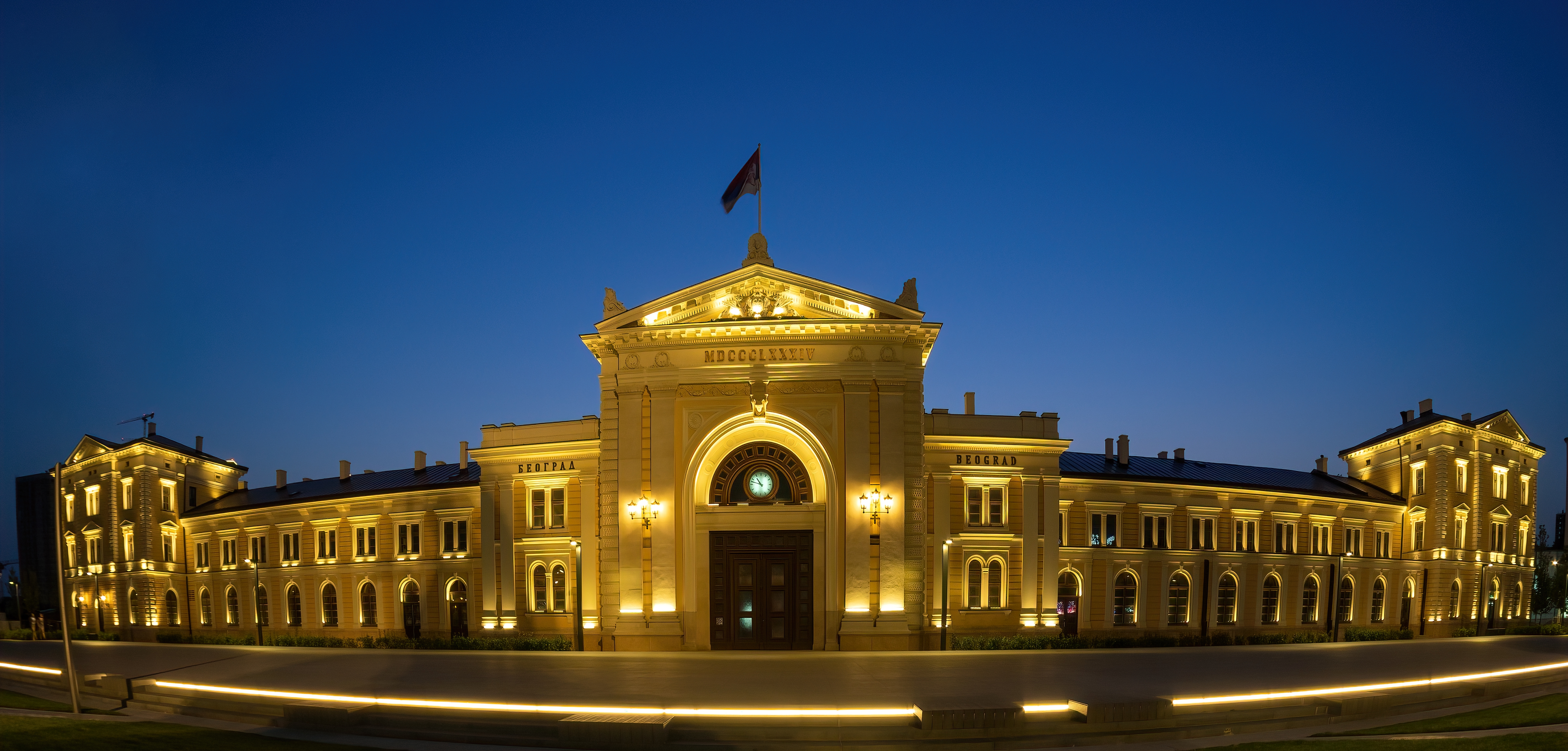
Gara Belgrad Glavna

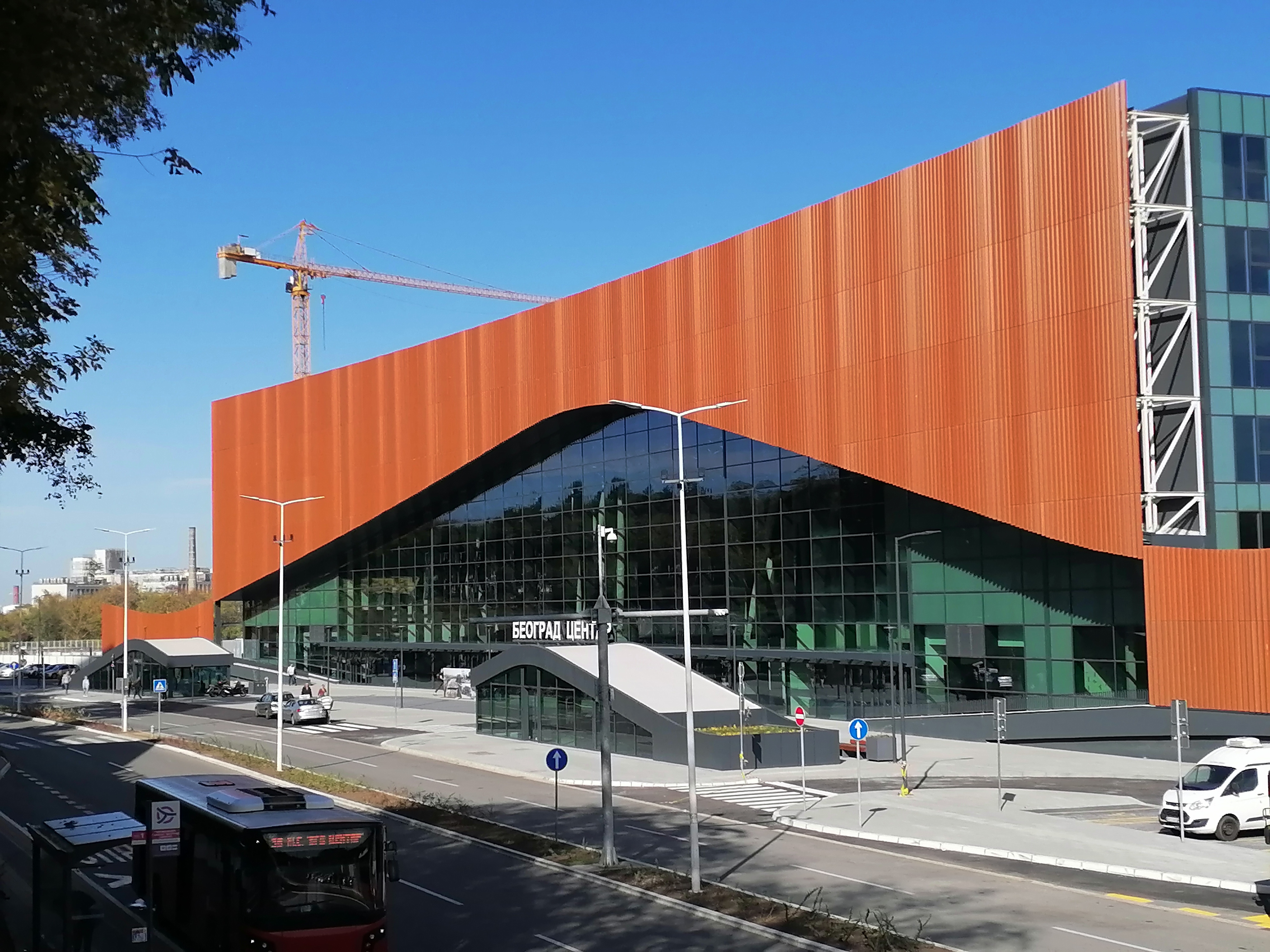
Gara Belgrad Centar

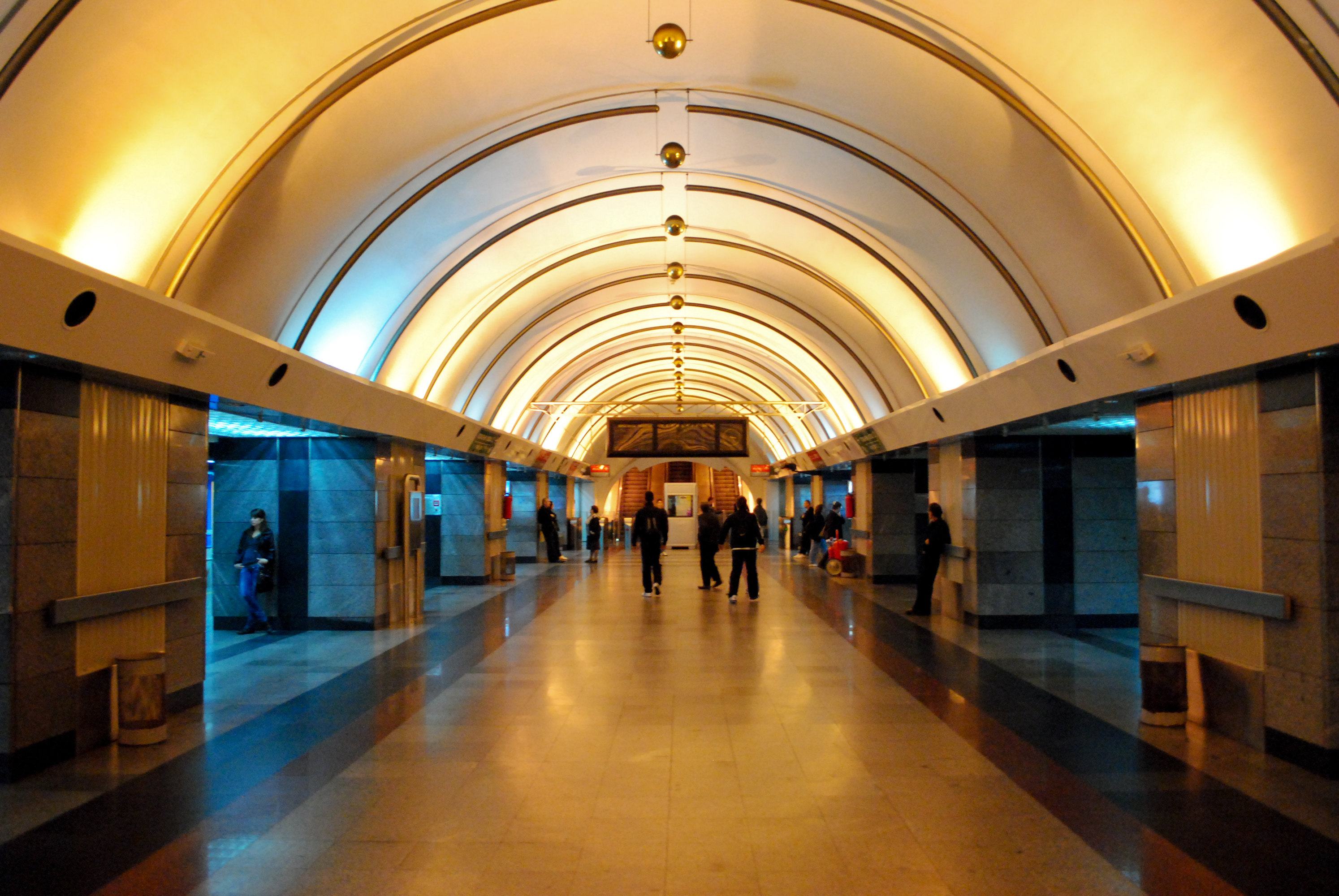
Stația de metrou Vukov spomenik

Belgrad deține un sistem extensiv de transport public format din autobuze (118 de linii urbane și mai mult de 300 de linii suburbane), tramvaie (12 linii), și troleibuze (8 linii). Sistemul este condus de GSP Beograd și SP Lasta, în colaborare cu companiile private de pe diferite trasee de autobuze. De asemenea, Belgrad deține o rețea feroviară, Beovoz, care este în prezent administrată de guvernul orașului. Principală gară face legătură Belgradului cu alte capitale europene și cu multe orașe din Serbia. Călătoriile cu autocar sunt de asemenea ieftine, iar capitala este bine servită cu legăturile zilnice către fiecare oraș din țară. Autostrada oferă un acces ușor la Novi Sad și Budapesta, capitala Ungariei, în partea de nord; Niš, în sud; și Zagreb, în vest. Situat la confluența a două râuri, Dunărea și Sava, Belgrad nu are multe poduri - principalele două sunt Podul Branko și Gazela care fac legătura din centrul orașului cu Novi Beograd. Odată cu extinderea orașului și o creștere substanțială a numărului de vehicule, congestia a devenit o problemă majoră; aceasta este de așteptat să fie atenuată prin construirea unui bypass legând autostrăzile E70 și E75. Mai mult un „semi-cerc magistral interior” inclusiv un nou Pod Ada peste râul Sava, care este de așteptat pentru a ușura navetismul în oraș iar podurile Gazela și Branko să fie debarcate.
Portul Belgrad este construit pe Dunăre, și permite orașului să primească mărfuri prin intermediul râului. De asemenea, orașul este folosit de Aeroportul Nikola Tesla (IATA: BEG), 12 kilometri vest de centrul orașului în apropiere de Surčin. La momentul de vârf în 1986, aproape 3 milioane de pasageri au călătorit prin aeroport, cu toate că numărul s-a diminuat la o prelinge în anii 1990. După o nouă creștere în 2000, numărul de pasageri a ajuns la aproximativ 2 milioane în 2004 și 2005. În 2006, 2 milioane de pasageri au trecut prin aeroport la jumătatea lunii noiembrie, în timp ce în 2007 cifra a atins cota maximă de 2,5 milioane de clienți.
Beovoz este rețeaua feroviară suburbană care oferă servicii de tranzit-masa în oraș, asemănător cu RER din Paris și GO Transit din Toronto. Principala utilizare a sistemului de astăzi este de a lega suburbiile cu centrul orașului. Beovoz este operat de căile ferate sârbe. Sistemul feroviar suburban leagă suburbiile și orașele vecine din vestul, nordul și sudul orașului. Funcționarea a început în 1992, iar în prezent are 5 linii cu 41 de stații împărțite în două zone. Stații din centrul orașului sunt construite subteran, dintre care stația Vukov spomenik este situată la cea mai mare adâncime, de 40 de metri.

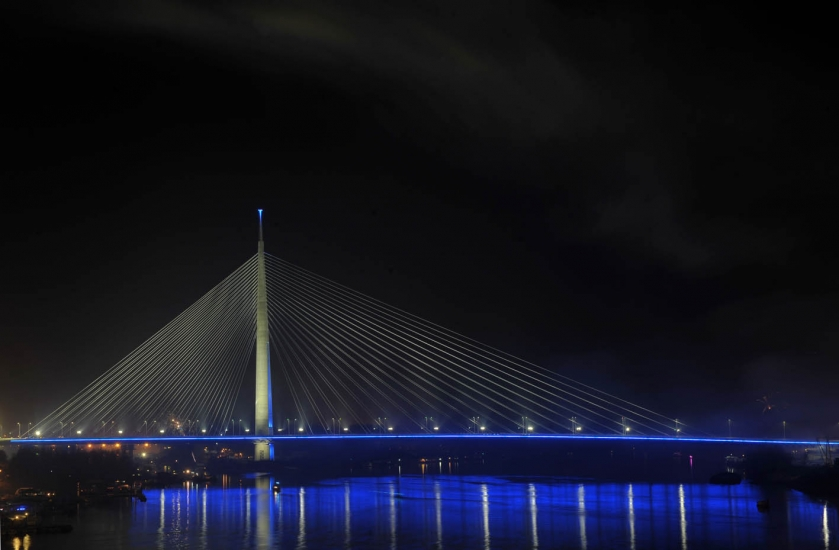
Vechiul pod de peste râul Sava

## Cooperare internațională și onoruri
Acestea sunt orașele surori oficiale ale Belgradului:
|  | Țară                       | Oraș      | Județ / District / Regiune / Stat | An   |
|  | -------------------------- | --------- | --------------------------------- | ---- |
|  | Regatul Unit               | Coventry  | Anglia                            | 1957 |
|  | Statele Unite ale Americii | Chicago   | Illinois                          | 2005 |
|  | Pakistan                   | Lahore    | Punjab                            | 2007 |
|  | Israel                     | Tel Aviv  | Tel Aviv                          | 1990 |
|  | Austria                    | Viena     | Vienna                            | 2003 |
|  | Slovenia                   | Ljubljana | Ljubljana                         | 2009 |

Unele municipii ale orașului sunt de asemenea înfrățite cu orașe mici sau districte ale altor orașe mari. Pentru detalii, vezi articolele respective ale acestora.
Alte forme similare de cooperare și prietenie ale orașului:
|  | Țară                  | Oraș       | Județ / District / Regiune / Stat | An   | Formă                                         |
|  | --------------------- | ---------- | --------------------------------- | ---- | --------------------------------------------- |
|  | Grecia                | Atena      | Attica                            | 1966 | Acord cu privire la prietenie și cooperare    |
|  | Bosnia și Herțegovina | Banja Luka | Republika Srpska                  | 2005 | Acord cu privire la cooperare                 |
|  | China                 | Beijing    |                                   | 1980 | Acord cu privire la cooperare                 |
|  | Germania              | Berlin     | Berlin                            | 1978 | Acord cu privire la prietenie și cooperare    |
|  | Germania              | Düsseldorf | Renania de Nord-Westfalia         | 2004 | Acord cu privire la cooperare                 |
|  | Cuba                  | Havana     | Havana                            | 2007 | Acord cu privire la fraternizare              |
|  | Ucraina               | Kiev       | Kiev                              | 2002 | Acord cu privire la cooperare                 |
|  | Spania                | Madrid     | Comunidad de Madrid               | 2001 | Acord cu privire la cooperare                 |
|  | Italia                | Milano     | Lombardy                          | 2000 | Memorandumul de Acord, programul oraș la oraș |
|  | Rusia                 | Moscova    | Districtul Federal Central        | 2002 | Program de cooperare                          |
|  | Italia                | Roma       | Lazio                             | 1971 | Acord cu privire la prietenie și cooperare    |

Scrisori de intenție semnate cu capitalele republicilor din fosta Iugoslavie:
| - Ljubljana, Slovenia (Scrisoare de intenție, octombrie 2003) (Semnat odată cu Zagreb) - Skopje, Republica Macedonia (Scrisoare de intenție, iunie 2006) - Zagreb, Croația (Scrisoare de intenție, octombrie 2003) (Semnat odată cu Ljubljana) - Podgorica, Muntenegru (2006) |

Orașul Belgrad a primit diverse onoruri interne și internaționale, printre care Legiunea de onoare franceză în 1920, Crucea de război cehoslovacă, Steaua lui Karađorđe cu săbii și fostul Ordin Național al Eroului a fostei Iugoslavie (proclamată la 20 octombrie 1974, la aniversarea înfrângerii ocupației Germaniei naziste în timpul celui de-al doilea război mondial. În 2006, revista Foreign Direct Investment publicată de Financial Times a premiat Belgradul cu titlul de Viitor Oraș din Sudul Europei.